# ماری کوری
ماری سالومئا اسکودْوفسکا کوری (لهستانی: Marie Salomea Skłodowska Curie با نام تولد ماریا سالومئا اسکودوفسکا؛ ۷ نوامبر ۱۸۶۷ – ۴ ژوئیه ۱۹۳۴) فیزیک‌دان و شیمی‌دان لهستانی با تابعیت فرانسوی بود. او از پیشگامان پژوهش در زمینهٔ واپاشی هسته‌ای بود. خانوادهٔ کوری در مجموع پنج جایزهٔ نوبل دریافت کرد و خود او نخستین زنی بود که به جایزهٔ نوبل دست یافت. ماری کوری تنها زن و اولین کسی است که دو بار جایزهٔ نوبل گرفت و تنها کسی است که موفق به دریافت جایزهٔ نوبل در دو زمینهٔ علمی متفاوت شد. او همچنین نخستین زنی بود که اجازه یافت در دانشگاه پاریس تدریس کند.
کوری در ورشو در پادشاهی لهستان به دنیا آمد، در دورانی که پادشاهی لهستان بخشی از امپراتوری روسیه بود. او در دانشگاه فلایینگ که به‌طور پنهانی در ورشو دایر بود، تحصیل کرد و در سال ۱۸۹۱ و در ۲۴ سالگی به همراه خواهر بزرگ‌ترش برونیسواوا، برای تحصیل به پاریس رفت و پس از دریافت مدرک آموزش عالی، کار خود را بر روی پژوهش متمرکز کرد. در سال ۱۸۹۵ او با پیر کوری ازدواج کرد و نام خانوادگی شوهرش را برگزید.
گسترش نظریهٔ پرتوزایی و ترویج آن، توسعه تکنیک‌های خالص‌سازی ایزوتوپ‌های پرتوزا و شناسایی دو عنصر به‌نام‌های پولونیوم و رادیوم از جمله دستاوردهای اصلی کوری به‌ شمار می‌روند. تحت نظارت او نخستین مطالعات علمی بر روی درمان تومورهای سرطانی با استفاده از ایزوتوپ‌های پرتوزا صورت گرفت. همچنین کوری در طول جنگ جهانی اول، پرتونگاری قابل حمل را توسعه داد تا با کمک آن امکان تصویربرداری پرتو ایکس در بیمارستان‌های صحرایی فراهم شود. کوری، بنیان‌گذار مؤسسه‌های کوری در پاریس و ورشو است. امروزه این مراکز نقش مهمی در تحقیقات پزشکی دارند. لهستان در جریان سال جهانی شیمی در سال ۲۰۱۱، این سال را سال ماری کوری اعلام کرد.
کوری به دلیل سال‌ها پژوهش در زمینهٔ مواد پرتوزا و قرارگیری طولانی مدت در برابر این مواد، به‌ویژه در دوران کار در بیمارستان‌های صحرایی جنگ جهانی اول به کم‌خونی آپلاستیک مبتلا شد و سرانجام در سال ۱۹۳۴، در سن ۶۶ سالگی در بیمارستانی در فرانسه درگذشت. در سال ۱۹۹۵، پس از گذشت ۶۰ سال از مرگش، بقایای جسدش به پانتئون منتقل شد و او به نخستین زنی تبدیل شد که به پاس شایستگی‌ها و دستاوردهایش در پانتئون به خاک سپرده شده است.

## زندگی

### خانواده

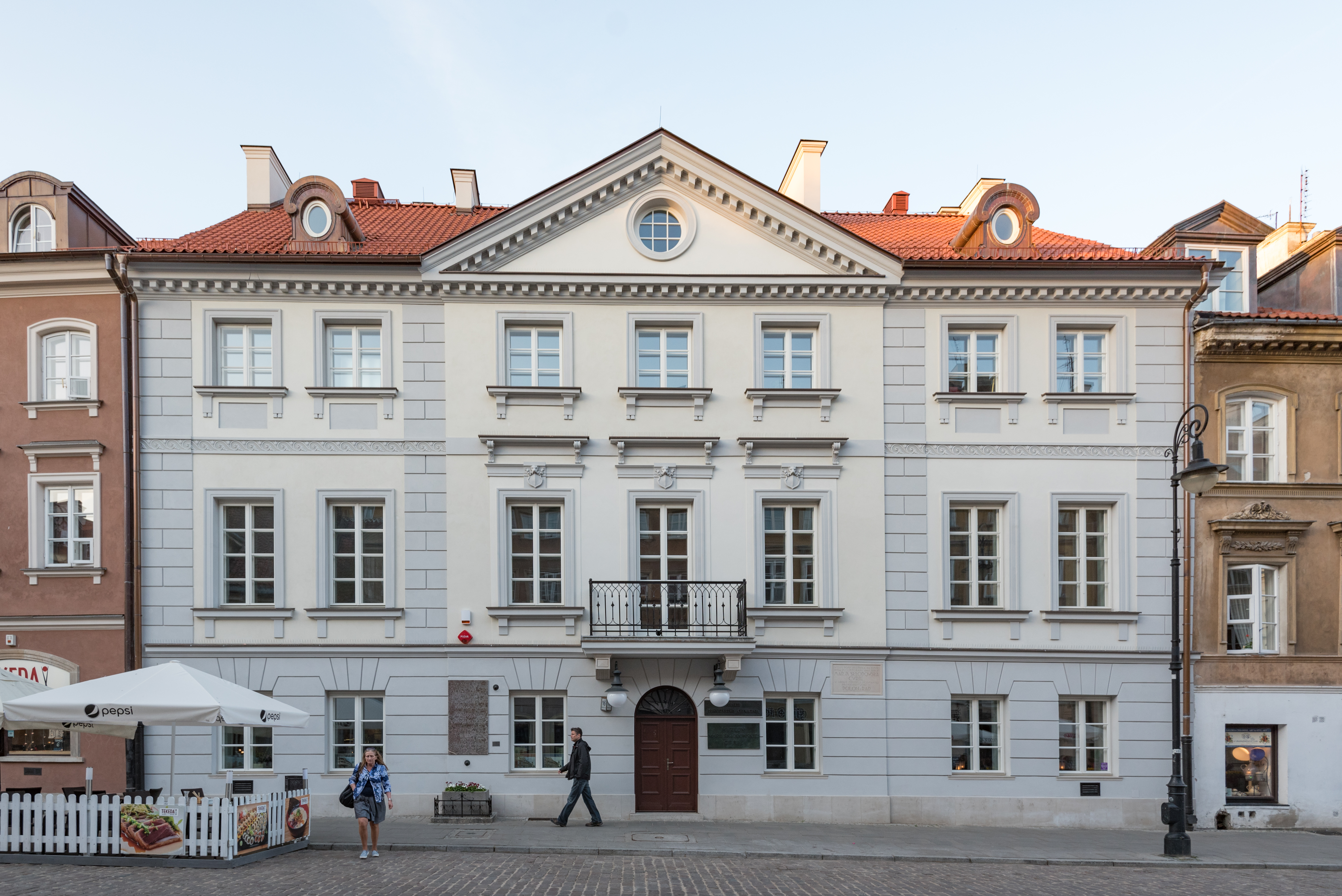
محل تولد ماری کوری، خیابان فرتا، ورشو.

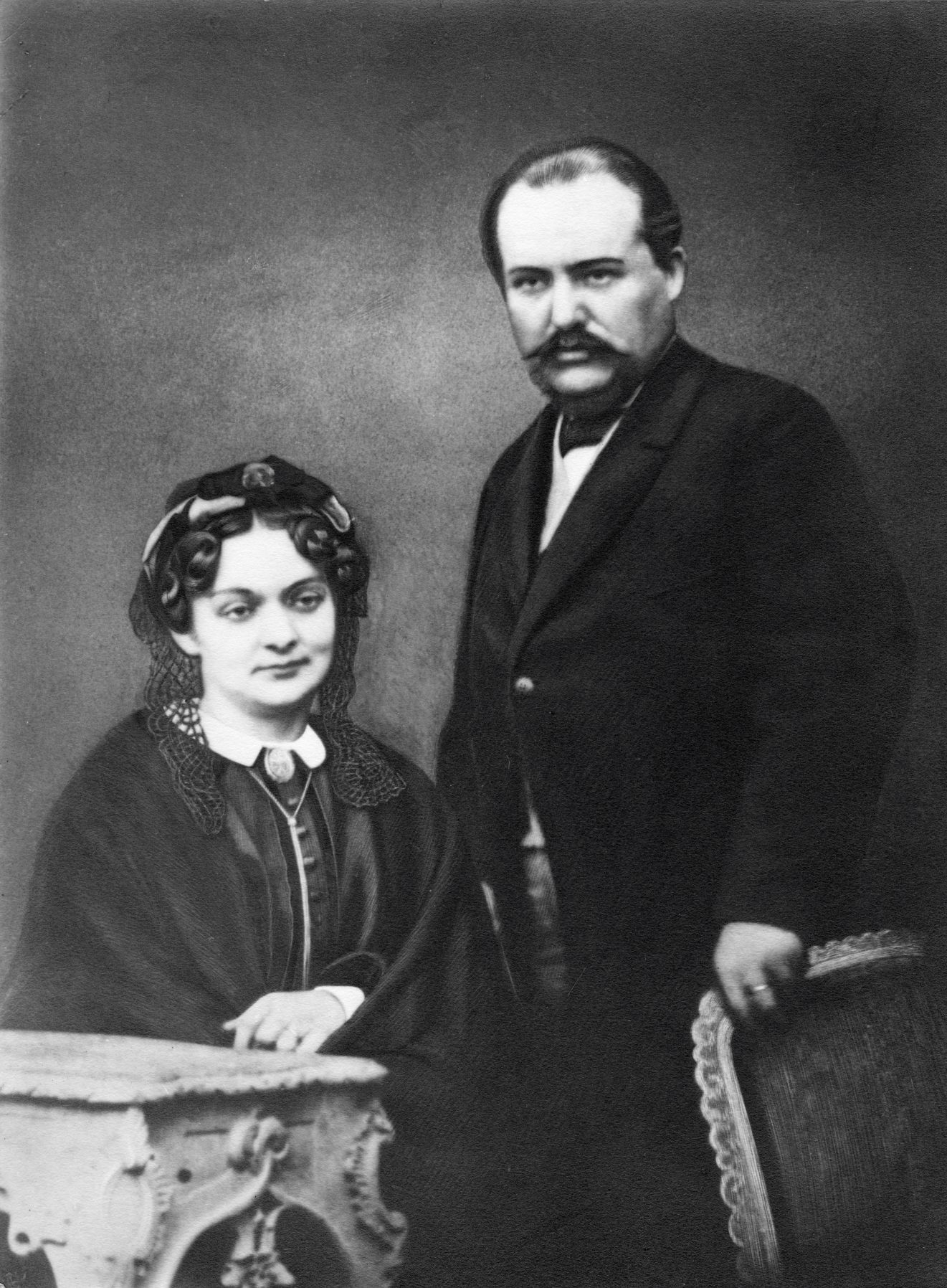
برونیسواوا اسکودوفسکا و وادیسواو اسکودوسکی، والدین ماری کوری، حدود ۱۸۷۰.

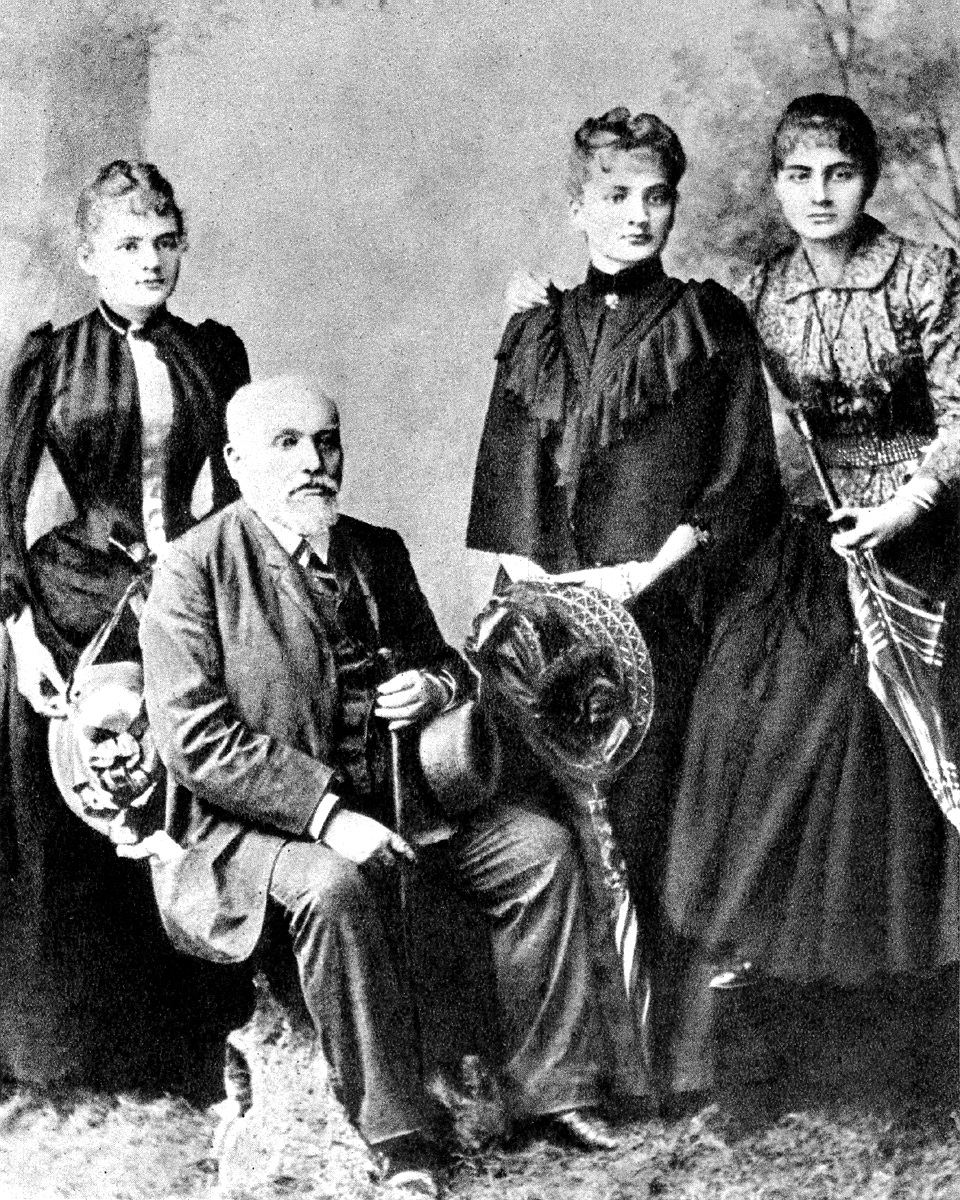
وادیسواو اسکودوفسکا و دختران، از سمت چپ: ماری، برونیسواوا و هلنا، سال ۱۸۹۰.

ماریا اسکودوفسکا با نام مستعار مانیا، پنجمین فرزند معلم‌های شناخته‌شده‌ای به‌نام‌های برونیسواوا اسکودوفسکا و وادیسواو اسکودوسکی بود که در ۷ نوامبر ۱۸۶۷ در شهر ورشو در پادشاهی لهستان، که خود بخشی از امپراتوری روسیه بود، متولد شد. خواهران بزرگ‌تر او، زوفیا (متولد ۱۸۶۲)، برونیسواوا (متولد ۱۸۶۳) و هلنا (متولد ۱۸۶۶) و تنها برادر او جوزف (متولد ۱۸۶۳) بودند.
خانواده ماری از هر دو طرف خاندان مادری و پدری، افرادی ورشکسته بودند که ثروت خود را طی رویدادهای مربوط به قیام میهن‌پرستان لهستان در جریان باز پس‌گیری استقلال لهستان از دست داده بودند. او و خواهرانش زندگی سختی را تجربه کردند. پدربزرگ پدری او، جوزف اسکودوفسکا مدیر دبستانی بود که زمانی بولسواس پروس نویسنده برجسته لهستانی در کودکی در آن درس خوانده بود.
پدر او وادیسواو اسکودوفسکا، مدیر دو مدرسه راهنمایی پسرانه و معلم ریاضی و فیزیک بود؛ زمینه‌هایی که ماری نیز به ادامه تحصیل در آن‌ها تمایل داشت. پس از آن‌که مقامات روسی دستورالعمل آزمایشگاهی را از مدارس لهستانی حذف کردند، وادیسواو وسایل و ابزارهای آزمایشگاهی مدرسه را با خود به خانه برد و در آن‌جا به آموزش دانش آموزان پرداخت. او سرانجام توسط سرپرستان روسی به‌خاطر ترویج عقاید میهن‌پرستانه اخراج و مجبور شد به حرفه‌هایی با درآمد کمتر روی آورد. وضعیت بد خانوادگی و کاهش درآمد مادرش، آنها را مجبور کرد که با تبدیل کردن منزل خود به اقامت‌گاهی برای پسران، کسری مخارج خود را جبران کنند.
برونیسواوا، مادر ماری، مسئولیت اداره یک مدرسه شبانه‌روزی معروف دخترانه را به‌عهده داشت، اما پس از تولد ماری، از سمتش استعفا داد. او در سال ۱۸۷۸ و در زمانی که ماری تنها ۱۰ سال داشت، بر اثر بیماری سل درگذشت. سه سال پیش از آن، زوفیا بزرگ‌ترین خواهر او نیز در اثر ابتلا به تیفوس، که از یکی از مستأجران شبانه‌روزی خانه به او منتقل شده‌بود، درگذشت. پدر ماری یک خداناباور و با این‌حال، مادرش یک کاتولیک معتقد بود. مرگ مادر و خواهرش موجب شد که ماری دست از باور به مذهب کاتولیک بردارد و یک ندانم‌گرا شود.

### کودکی
زمانی که او تنها ۱۰ ساله بود به مدرسه شبانه‌روزی و دخترانه سیکورسکا رفت و تحصیلاتش را در واحد دختران ادامه داد و در ۱۲ ژوئن ۱۸۸۳ با مدال طلا از این مدرسه فارغ‌التحصیل شد. در این زمان، او به علت افسردگی از لحاظ روحی وضع مناسبی نداشت. او آن سال را در حومه شهر در کنار اقوام پدرش گذراند و سال بعد را نیز به همراه پدرش در ورشو سپری کرد؛ و در آنجا به تدریس خصوصی مشغول شد. ماری به‌خاطر جنسیتش، نمی‌توانست در یک مؤسسه آموزش عالی ثبت نام کند به همین علت او به همراه خواهرش برونیسواوا (که با مادر ماری هم‌نام بود)، به‌صورت پنهانی به دانشگاه فلایینگ که دانشگاهی مخفی برای آموزش زنان در لهستان بود وارد شد.

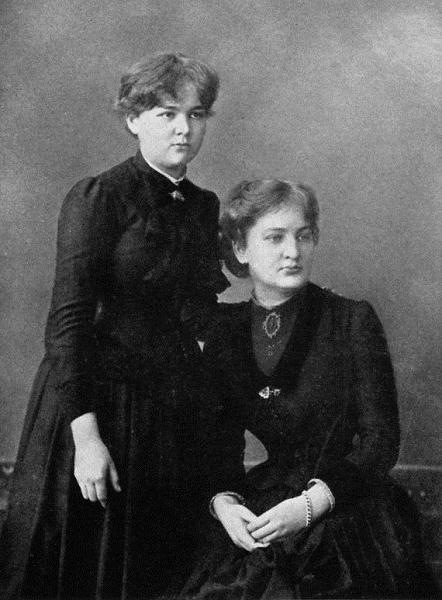
تصویری از ماری (سمت چپ) و خواهرش برونیسواوا (سمت راست)، حدود ۱۸۸۶.

ماری با خواهرش برونیسواوا توافق کرد که در دوران تحصیل برونیسواوا در رشتهٔ پزشکی در پاریس به او کمک مالی کند و در عوض او هم دو سال بعد به ماری کمک مالی کند. در راستای عمل به چنین توافقی، به‌عنوان معلم خصوصی، تدریس را شروع کرد، ابتدا به‌عنوان معلم خانگی در ورشو و سپس به‌مدت دو سال به‌عنوان معلم خصوصی در یک خانواده ثروتمند از خویشاوندان پدرش، به‌نام زوراسکیس در شهر شوشوکی تدریس کرد.
ماری در زمانی که مشغول کار به‌عنوان معلم خصوصی در خانواده زوراسکیس بود، به پسر این خانواده، کازیمیرز زوراسکیس که سپس به ریاضی‌دان بزرگی تبدیل شد، علاقه‌مند بود. خانواده کازیمیرز با ازدواج پسرشان با دختری از خانواده‌ای ورشکسته مخالف بودند و او نتوانست با آنها مخالفت کند. از دست دادن رابطه ماری با خانوادهٔ کازیمیرز برای هر دو اندوهناک بود. کازیمیرز مدتی بعد موفق به اخذ مدرک دکتری شد و حرفهٔ خود به‌عنوان یک ریاضی‌دان را شروع کرد. او به مرتبه استادی دانشگاه یاگیلونیا و پس از آن به ریاست دانشگاه نیز رسید.
در آغاز سال ۱۸۹۰، برونیسواوا که چند ماه قبل با یک پزشک و فعال سیاسی لهستانی به نام کازیمیرز دوسکی ازدواج کرده بود، از ماری دعوت کرد که در پاریس به آن‌ها بپیوندد. ماری دعوت او را نپذیرفت، چرا که او از تأمین شهریه دانشگاه ناتوان بود و حداقل یک و نیم سال زمان نیاز داشت تا بتواند پول لازم را فراهم کند. در اوایل سال ۱۸۸۹ وی نزد پدرش در ورشو به خانه بازگشت. او به شغل آموزگاریش تا سال ۱۸۹۱ ادامه داد، در دانشگاه فلایینگ تحصیل کرد و آموزش عملی علمی خود را (۹۱–۱۸۹۰) در یک آزمایشگاه شیمی در موزه صنعت و کشاورزی، حومه کراکوف، نزدیک شهر قدیمی ورشو آغاز کرد. این آزمایشگاه توسط پسر عموی او جوزف بوگوسکی اداره می‌شد که در دانشگاه دولتی سن پترزبورگ دستیار دمیتری مندلیف بود.

### تحصیلات و زندگی در پاریس

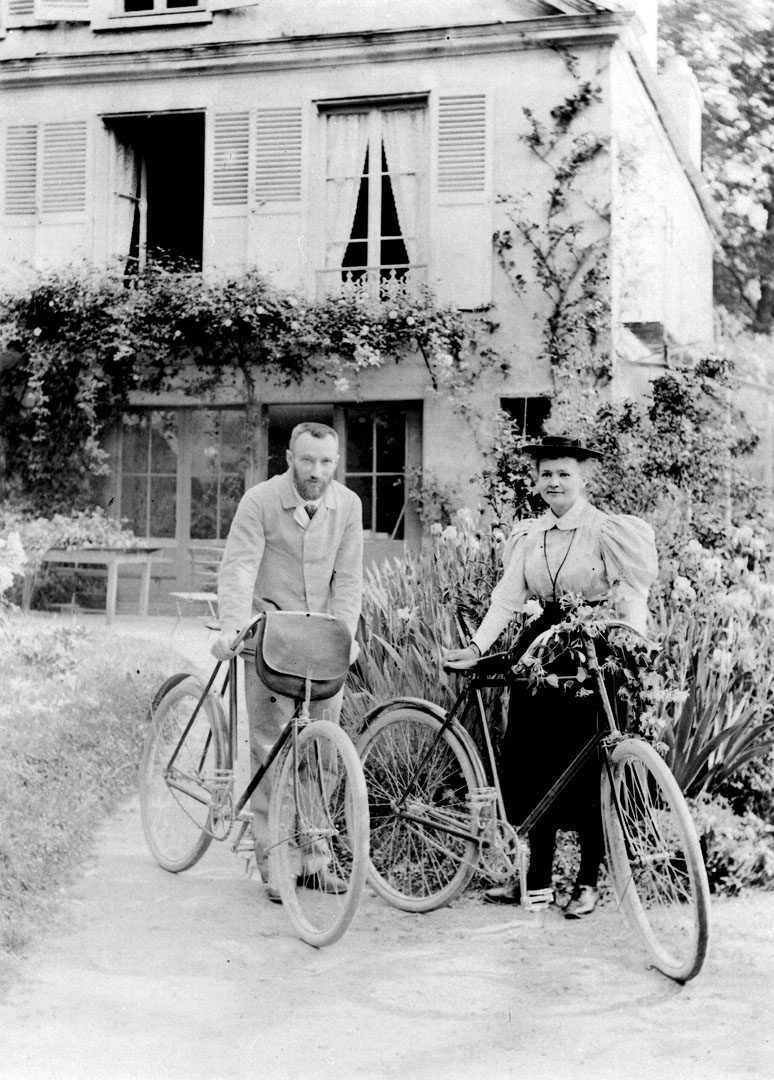
پیر و ماری در جلوی خانه خود در شهر سو، سال ۱۸۹۵.

در اواخر ۱۸۹۱، ماری لهستان را به مقصد فرانسه ترک کرد. در فرانسه او با نام ماری شناخته شد و به‌همین جهت در ادامه زندگی و حتی بعد از مرگش نیز از او بیشتر با نام ماری یاد می‌شود. در پاریس ماری به‌صورت موقت در کنار خواهر و شوهر خواهرش زندگی کرد تا این‌که برای مطالعه فیزیک، شیمی و ریاضیات در دانشگاه پاریس در سال ۱۸۹۱ ثبت نام کرد و پس از آن اتاقی زیرشیروانی را در نزدیکی دانشگاه برای خودش اجاره کرد. او سعی کرد با شرایط بسیار بد اقتصادی که داشت مدارا کند و تحصیلش را رها نکند؛ به‌طوری که در زمستان از شدت سرما مجبور بود چندین لباس بر روی هم بپوشد تا گرم شود. او گاهی طوری در مطالعاتش غرق می‌شد که فراموش می‌کرد غذا بخورد.
ماری در طول روز درس می‌خواند و در عصرها تدریس می‌کرد تا بتواند به زحمت هزینه‌هایش را تأمین کند. در سال ۱۸۹۳، او موفق به گرفتن مدرک در رشته فیزیک شد و شروع به کار در آزمایشگاه صنعتی گابریل لیپمن کرد. در همین زمان، او تحصیلش در دانشگاه پاریس را با استفاده از کمک هزینه‌ای که گرفته بود، ادامه داد و موفق به گرفتن مدرک دومش در سال ۱۸۹۴ شد.
او فعالیت کاری خود را در پاریس و با تحقیق بر روی خواص مغناطیسی فولادهای مختلف شروع کرد که توسط انجمن مشوق صنعت ملی سفارش داده شده بود. در همان سال بود که پیر کوری وارد زندگی ماری اسکودوفسکا شد و علاقه به علوم طبیعی این دو را به یکدیگر نزدیک کرد. پیر کوری در مؤسسه آموزش عالی شیمی و فیزیک صنعتی شهر پاریس معلم فیزیک بود. آنها توسط فیزیک‌دان لهستانی جوزف ویروز-کوالسکی به یکدیگر معرفی شدند. کوالسکی می‌دانست که ماری به‌دنبال فضای آزمایشگاهی بزرگ‌تری است و چون تصور می‌کرد که پیر کوری به چنین چیزی دسترسی دارد، این دو را با یکدیگر آشنا کرد. در واقع، اگرچه پیر کوری آزمایشگاه بزرگی نداشت، با این‌حال او می‌توانست برای ماری اسکودوفسکا فضایی فراهم کند تا او تحقیقاتش را آغاز کند.
شور دوجانبه موجود در ماری و پیر برای علم، موجب نزدیک شدن بیشتر آنها شد و آنها کم‌کم به یکدیگر علاقه‌مند شدند. سرانجام، پیر کوری از ماری درخواست ازدواج کرد. اما در مرتبه اول ماری آن را نپذیرفت؛ چراکه او هنوز قصد داشت به کشور خودش یعنی لهستان بازگردد. با این‌حال، پیر کوری به او گفت که حاضر است همراهش به لهستان برود، حتی اگر مجبور شود برای امرار معاش در لهستان، تنها زبان فرانسوی درس بدهد. در همین‌حال، برای تعطیلات تابستان سال ۱۸۹۴، ماری به ورشو بازگشت و توانست خانواده خود را ملاقات کند. اگرچه او در این خیالات به سر می‌برد که می‌تواند در زمینه علمی مورد علاقه‌اش در لهستان مشغول به فعالیت شود، اما درخواست او برای کار در دانشگاه یاگیلونیا، صرفاً برای این که او یک زن بود، رد شد. پیر کوری برای او نامه‌ای نوشت و ماری را متقاعد کرد که برای ادامه تحصیل در مقطع دکتری به پاریس بازگردد. با اصرار ماری، پیر تحقیقات خود را در زمینه مغناطیس ادامه داد و در ۱۸۹۵ موفق به کسب مدرک دکتری شد. او در ادامه موفق به کسب کرسی استادی در اسکودوفسکا شد. یکی از طعنه‌هایی که امروزه به پیر زده می‌شود، با این مضمون است که ماری اسکودوفسکا بزرگ‌ترین کشف پیر کوری بوده است. در ۲۶ ژوئیه ۱۸۹۵، پیر و ماری با یکدیگر در شهر سو ازدواج کردند. آن‌ها هیچ‌کدام به برگزاری مراسم ازدواج مذهبی اعتقاد نداشتند و ماری برخلاف رسم متداول پوشیدن لباس سفید توسط عروس، از لباسی با رنگ آبی تیره استفاده کرد؛ لباسی که می‌توانست تا سال‌ها از آن به‌عنوان روپوش آزمایشگاه استفاده کند. آنها دو زمان فراغت را با یکدیگر سپری می‌کردند: یکی سفرهای طولانی با دوچرخه و دیگری سفرهای خارج از کشور که این حتی موجب نزدیکی بیشتر این دو نیز شد. ماری در وجود پیر، عشقی تازه یافته بود، یک شریک، یک همکار علمی که می‌توانست به او تکیه کند.

### کشف عناصر شیمیایی

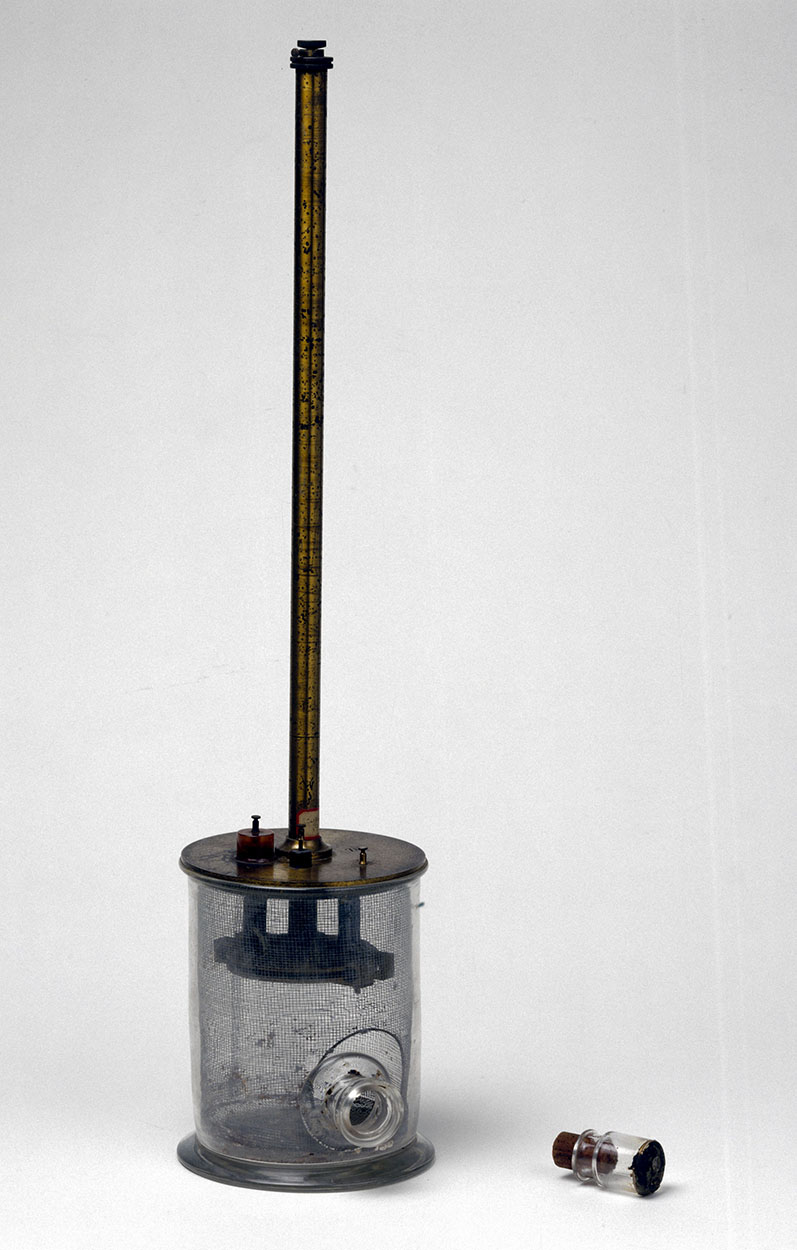
الکترومتر طراحی شده توسط پیر کوری، دهه ۱۸۸۰.

در سال ۱۸۹۵، ویلهلم رونتگن موفق به کشف پرتو ایکس شد. با این‌حال، سازوکاری که در پس نحوه ایجاد آن بود، به‌صورت کامل شناخته نشد. در سال ۱۸۹۶، هانری بکرل کشف کرد که اورانیوم از خود پرتوهایی می‌افشاند که از لحاظ قدرت نفوذ شبیه پرتو ایکس هستند. او نشان داد که این تابش، برخلاف فسفرسانس، به منبع خارجی انرژی وابسته نیست و به‌نظر می‌رسد که به‌صورت خودبخود از اورانیوم منتشر می‌شود. ماری کوری که تحت تأثیر این دو کشف قرار داشت، تصمیم گرفت تا آنجا که از لحاظ تحقیقاتی میسر است، پرتو تابیده شده از اورانیوم را به‌عنوان یک رساله تحقیقاتی مورد بررسی قرار دهد.
او از روش نوآورانه‌ای برای بررسی نمونه‌های مورد نظر استفاده کرد. ۱۵ سال پیشتر، همسر او، پیر کوری و برادرش موفق به توسعه ابزاری حساس برای سنجش میزان بار الکتریکی شدند که نوعی الکترومتر بود. ماری با استفاده از این ابزار موفق شد کشف کند که پرتوهای تابیده شده از اورانیوم موجب می‌شوند که هوای اطراف نمونه رسانای جریان الکتریسته شود. با کمک این روش، اولین نتیجه‌ای که به‌دست‌آورد، این بود که متوجه شد فعالیت یک ترکیب حاوی اورانیوم، به میزان خلوص اورانیوم آن بستگی دارد. او فرض کرد که تابش حاصل از برهم‌کنش برخی از مولکول‌های موجود در نمونه نیست و ناشی از خود اتم‌ها است. این فرضیه قدمی مهم در ابطال این فرضیه بود که اتم‌ها نامرئی هستند.
در سال ۱۸۹۷، دختر او، ایرن متولد شد. برای حمایت از خانواده، ماری تدریس در دانشگاه مدرسه عالی نرمال را به‌عهده گرفت. او فاقد یک آزمایشگاه اختصاصی بود و مجبور بود که اغلب تحقیقات خود را در یک انبار تغییر کاربری داده شده در نزدیکی دانشگاه انجام دهد. این انبار که قبلاً از آن به‌عنوان اتاق تشریح برای دانشجویان پزشکی استفاده می‌شد، تهویه مناسب نداشت و حتی در مقابل آب نیز نفوذناپذیر نبود. در آن زمان، ماری و دیگران از مضرات قرار داشتن در معرض امواج رادیواکتیو ناآگاه بودند و همین باعث می‌شد که آنها بدون پوشش مناسب با مواد رادیواکتیو در تماس باشند. دانشگاه مدرسه عالی نرمال تحقیقات ماری را از لحاظ مالی حمایت نمی‌کرد، اما ماری توانست کمک‌هزینه‌هایی از طرف شرکت‌های ریخته‌گری و استخراج معدنی و همچنین سایر سازمان‌های دولتی و غیردولتی دریافت کند.
مطالعات سیستماتیک کوری شامل دو ماده معدنی منبع اورانیوم، پیچبلند و توربرنیت که همچنین به عنوان کالکولیت نیز شناخته می‌شود بود. الکترومتر وی نشان داد که پیچبلند چهار برابر و کالکولیت دو برابر خود اورانیوم فعال است. او بر اساس این نتایج، نتیجه گرفت که اگر نتایج قبلی در مورد رابطه میان مقدار اورانیوم و میزان فعالیت آن صحیح باشد، در نتیجه این کانی معدنی باید دارای مقادیر کمی از ماده دیگری باشند که در مقایسه با اورانیوم، به‌مراتب فعالیت بیشتری دارد. ماری جستجوی هدفمند خود را برای یافتن ماده جدید دارای تابشی رادیو اکتیو آغاز کرد و سرانجام در سال ۱۸۹۸ موفق به کشف عنصری رادیواکتیو شد که امروزه آن را با نام توریوم می‌شناسیم. پیر کوری به‌صورت عمیقی تحت تأثیر کشفیات ماری قرار گرفت و این تأثیر و شیفتگی به‌جایی رسید که در اواسط سال ۱۸۹۸، پیر تصمیم گرفت کارش در زمینه بلورها را رها کند و به ماری بپیوندد.

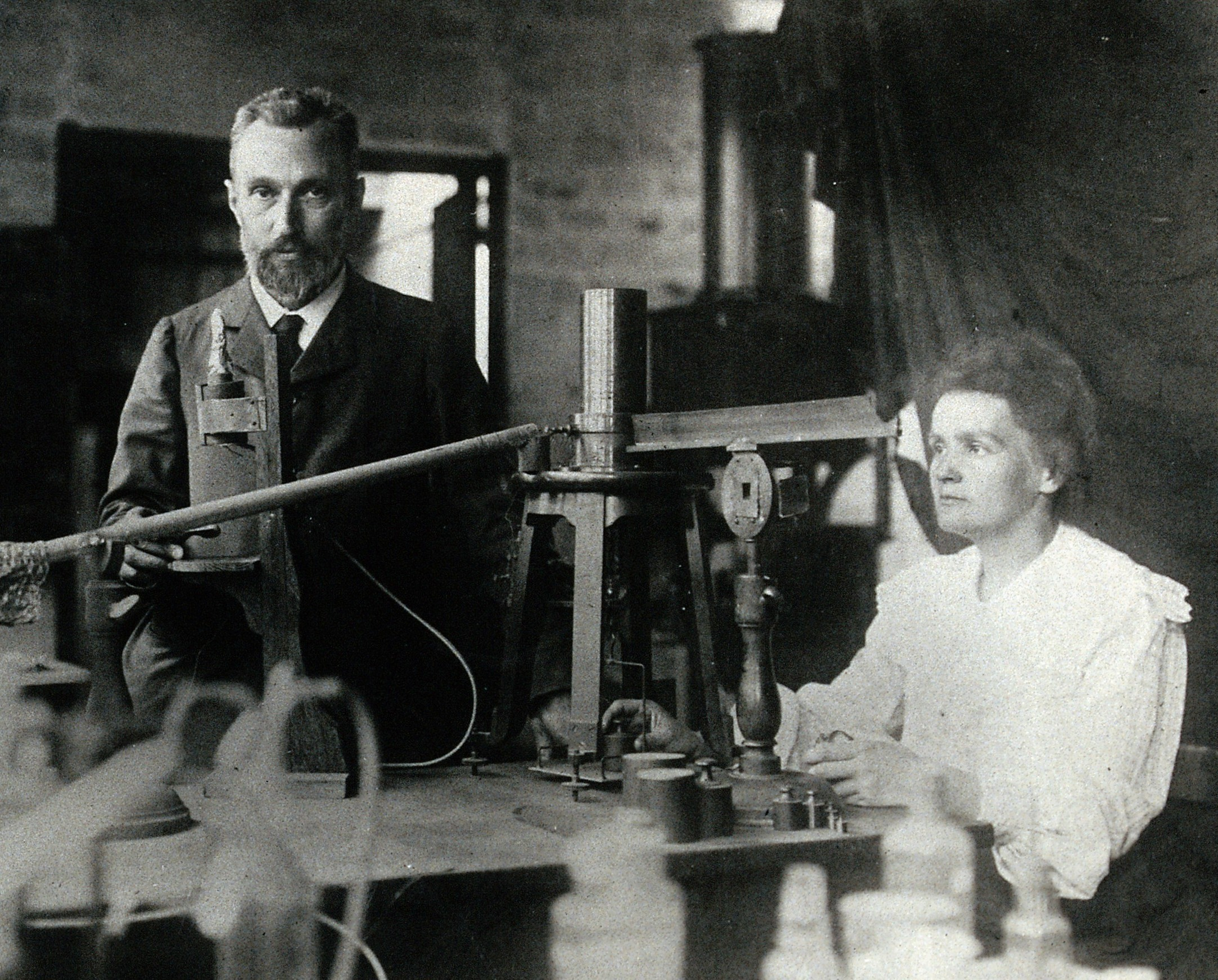
پیر و ماری در آزمایشگاه، حدود ۱۹۰۴.

ماری از اهمیت فوق‌العاده زیاد این کشف و لزوم انتشار هرچه سریع‌تر آن آگاه بود و بنابراین این موضوع را در اولویت کاری خود قرار داد. اهمیت چاپ سریع این کشف از آنجا بر ماری آشکار بود که به یاد داشت اگر هانری بکرل تنها چند روز در ارائه اکتشافش در مورد پرتوزایی به فرهنگستان علوم فرانسه درنگ می‌کرد، اعتبار آن اکتشاف مهم (و حتی جایزه نوبل مربوط به آن) به سیلوانوس تامپسون تعلق می‌گرفت. با آگاهی از این، او با نوشتن مقاله‌ای به شرح مختصری از کارش پرداخت و آن را در ۱۲ آوریل سال ۱۸۹۸ با کمک استاد سابقش گابریل لیپمن، به فرهنگستان ارائه کرد. با این‌حال، اگرچه هانری با چاپ سریع‌تر مقاله‌اش در مورد پرتوزایی موفق به شکست دادن تامپسون در این زمینه شد، اما ماری کوری موفق به این مهم و نشان دادن این که توریم مانند اورانیوم، دارای تابش امواج رادیواکتیو است، نشد، چرا که گرهارد کارل اشمیت، شیمی‌دان آلمانی دو ماه زودتر مقاله خود در این زمینه را در برلین منتشر کرده بود.

«ایده‌هایش وابسته به خودش بود، هیچ‌کسی در فرمول‌بندی کردن آن‌ها کمکش نکرد. اگرچه نظر همسرش را هم دربارهٔ آنها جویا شد، با این‌حال او به‌صورت کاملاً آشکاری مشخص کرد که ایده‌ها منحصراً متعلق به خودش بوده است. وی بعداً این حقیقت را دوبار در نگارش زندگی‌نامه همسرش بیان کرد تا هرگونه بدگمانی در این باره را از بین ببرد. این موضوع احتمالاً به این خاطر بوده است که او در مرحله‌ای از تحقیقاتش به این موضوع پی برده که سایر دانشمندان نخواهند پذیرفت یا برایشان بسیار دشوار خواهد بود که قبول کنند یک زن بتواند چنین ایده‌های بکر و دست اولی ارائه کند.»

—رابرت ویلیام رید
در آن زمان هیچ‌کسی در دنیای فیزیک متوجه نشد که ماری در مقاله‌ای که منتشر کرد به چه حقیقتی اشاره کرده است، حقیقتی که نشان می‌داد فعالیت اورانینیت و توربرنیت چه مقدار بیش‌تر از خود اورانیوم است. این حقیقت منجر به این باور شد که این کانی‌ها حاوی عنصری با فعالیتی بیشتر در مقایسه با خود اورانیوم هستند. او بعداً به‌یاد می‌آورد که در آن زمان چقدر شور و اشتیاق داشت که این فرضیه را در سریع‌ترین زمان ممکن به اثبات برساند. در ۱۴ آوریل ۱۸۹۸، کوری به‌صورت خوش‌بینانه‌ای، ۱۰۰ گرم از نمونه اورانینیت را توزین کرد و سپس با کمک هاون آن را سایید. در آن زمان آنها نمی‌دانستند، آن چیزی که به دنبال آن هستند، آنقدر میزانش اندک است که برای رسیدن به مقدار اندکی از آن به چندین تن سنگ معدن نیاز است.
در ژوئیهٔ ۱۸۹۸، کوری و همسرش مقاله‌ای مشترک به چاپ رساندند که از وجود عنصری به نام پولونیوم حکایت داشت، نامی که به افتخار زادگاه ماری انتخاب شده بود. در ۲۶ دسامبر ۱۸۹۸، کوری‌ها از وجود عنصر دیگری پرده برداشتند که آن را رادیم نام نهاده بودند؛ این نام برگرفته از واژه‌ای لاتین برای پرتو بود. علاوه‌بر این، کوری‌ها در مسیر تحقیقاتشان، واژهٔ رادیواکتیویته را برای اولین بار به‌کار بردند و آن را ترویج کردند.
کوری‌ها برای این که دستاوردهایشان را بدون هیچ شک و شبهه‌ای به اثبات برسانند، تلاش کردند که عنصرهای پولونیوم و رادیوم را به‌صورت خالص تهیه کنند. اورانینیت یک کانی پیچیده است که جداسازی شیمیایی اجزای آن کاری بسیار طاقت‌فرسا است. کشف پولونیوم نسبتاً راحت‌تر بود، چراکه این عنصر از لحاظ شیمیایی مشابه عنصر بیسموت بود و پولونیوم تنها عنصر بیسموت‌مانند موجود در سنگ‌های معدن مورد بررسی بود. با این‌حال، رادیوم داستان متفاوتی داشت و خالص‌سازی آن دشوارتر بود. این عنصر بیشتر شبیه باریوم بود و سنگ معدن اورانینیت حاوی هر دو بود. ماری و پیر تا سال ۱۸۹۸، موفق به تهیه مقادیر بسیار ناچیزی از رادیوم شدند، با این‌حال تهیهٔ رادیوم خالص و فاقد آغشتگی به باریوم دست نیافتنی به‌نظر می‌رسید. کوری‌ها روشی بسیار طاقت فرسا و دشوار را برای جداسازی رادیوم با کمک روش‌های مختلف تبلور مجدد به‌کار گرفتند. سرانجام و در سال ۱۹۰۲، آنها موفق شدند که از یک تن سنگ معدن اورانینیت به حدود ۰/۱ گرم رادیوم کلرید برسند. ماری در سال ۱۹۱۰ موفق شد که رادیوم خالص فلزی را تهیه کند. با این‌حال، او هرگز موفق به خالص‌سازی و جداسازی عنصر پولونیوم که دارای نیمه‌عمری برابر ۱۳۸ روز بود، نشد.
بین سال‌های ۱۸۹۸ تا ۱۹۰۲، کوری‌ها بیش از ۳۲ مقالهٔ مشترک یا انفرادی منتشر کردند که در میان آنها مقاله‌ای بود که بیان می‌داشت که با قرارگیری در معرض رادیوم سلول‌های سرطانی زودتر از سلول‌های سالم کشته می‌شوند.
در سال ۱۹۰۰، ماری کوری به اولین زن عضو دانشکده در دانشگاه مدرسه عالی نرمال تبدیل شد و همسرش نیز به عضویت دانشگاه پاریس درآمد. ماری در ۱۹۰۲، به‌خاطر مرگ پدرش به لهستان سفر کرد.
در سال ۱۹۰۳، با کمک گابریل لیپمن به‌عنوان استاد راهنما، ماری کوری موفق به اخذ مدرک دکترای خود از دانشگاه پاریس شد. در آن سال، ماری و همسرش برای ایراد سخنرانی در مورد رادیواکتیویته به مؤسسه سلطنتی دعوت شده بودند، اما به این خاطر که او یک زن بود، از سخنرانی او جلوگیری شد و پیر به‌تنهایی به سخنرانی در این زمینه پرداخت. در همین زمان، صنعت جدیدی بر پایه رادیوم شروع به‌کار کرد. کوری‌ها کشف خود را ثبت اختراع نکردند و تنها سود اندکی از این تجارت پرسود که تازه به راه افتاده بود، کسب کردند.

### جایزه‌های نوبل
در دسامبر ۱۹۰۳، فرهنگستان پادشاهی علوم سوئد جایزه نوبل فیزیک را «به پاس خدمات ارزنده در تحقیقات در زمینه رادیواکتیویته که توسط پروفسور هانری بکرل کشف شد» به‌صورت مشترک به ماری کوری، پیر کوری و بکرل اعطا کرد. در ابتدا، کمیته انتخاب برندگان جایزه نوبل، تصمیم گرفته بود که جایزه نوبل تنها به پیر کوری و هانری بکرل تعلق بگیرد، با این‌حال، یکی از اعضای کمیته با نام ماگنوس گوستا میتاگ-لفلر که ریاضی‌دان و مدافع حقوق زنان دانشمند بود، پیر کوری را از موضوع آگاه کرد و با شکایتی که پیر در این زمینه انجام داد نهایتاً مقرر شد که نام ماری کوری نیز در بین برندگان جایزه اضافه شود. ماری کوری با دریافت این جایزه نوبل به اولین زن در تاریخ علم تبدیل شد که موفق به کسب جایزه نوبل شد.

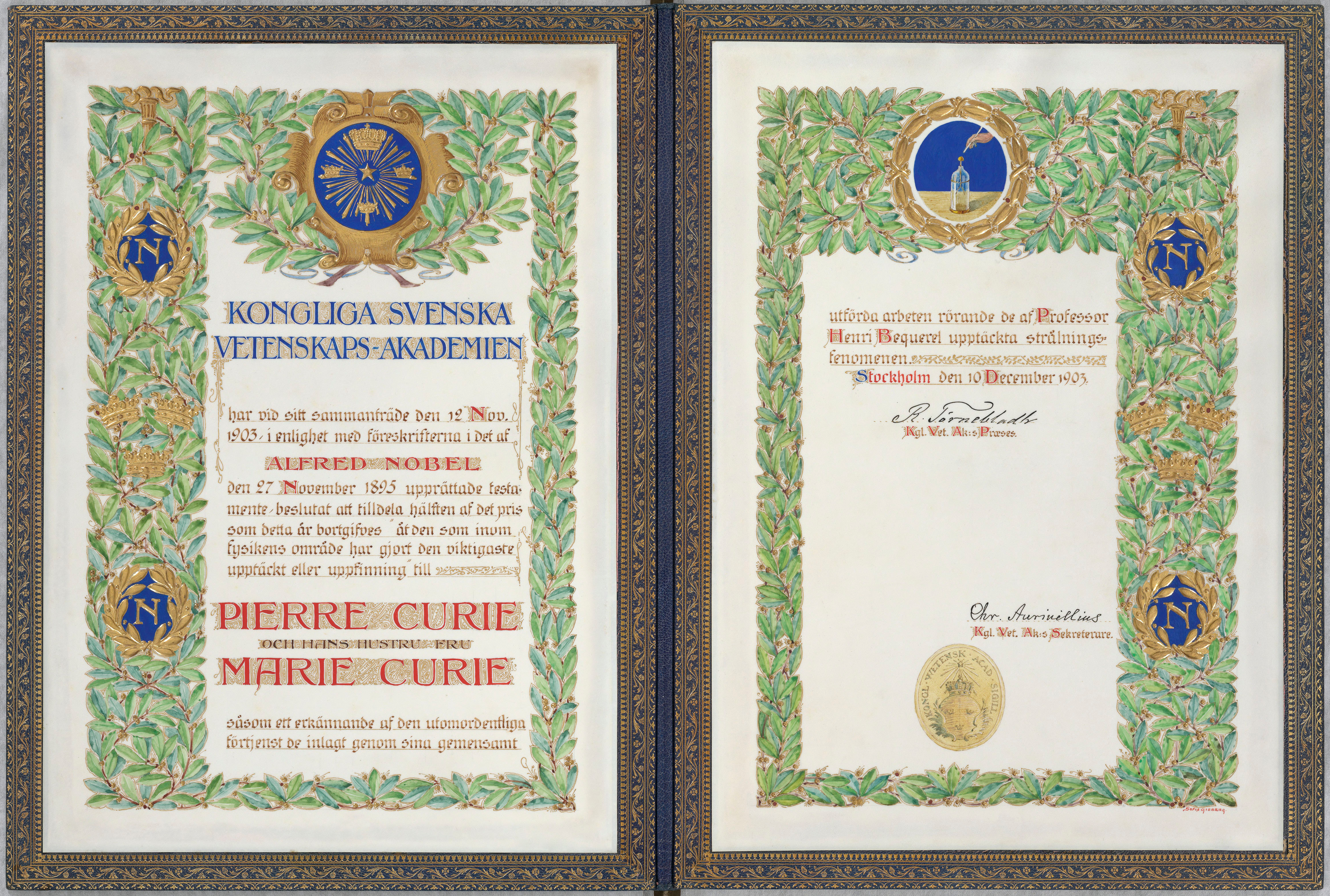
دیپلم جایزه نوبل ۱۹۰۳
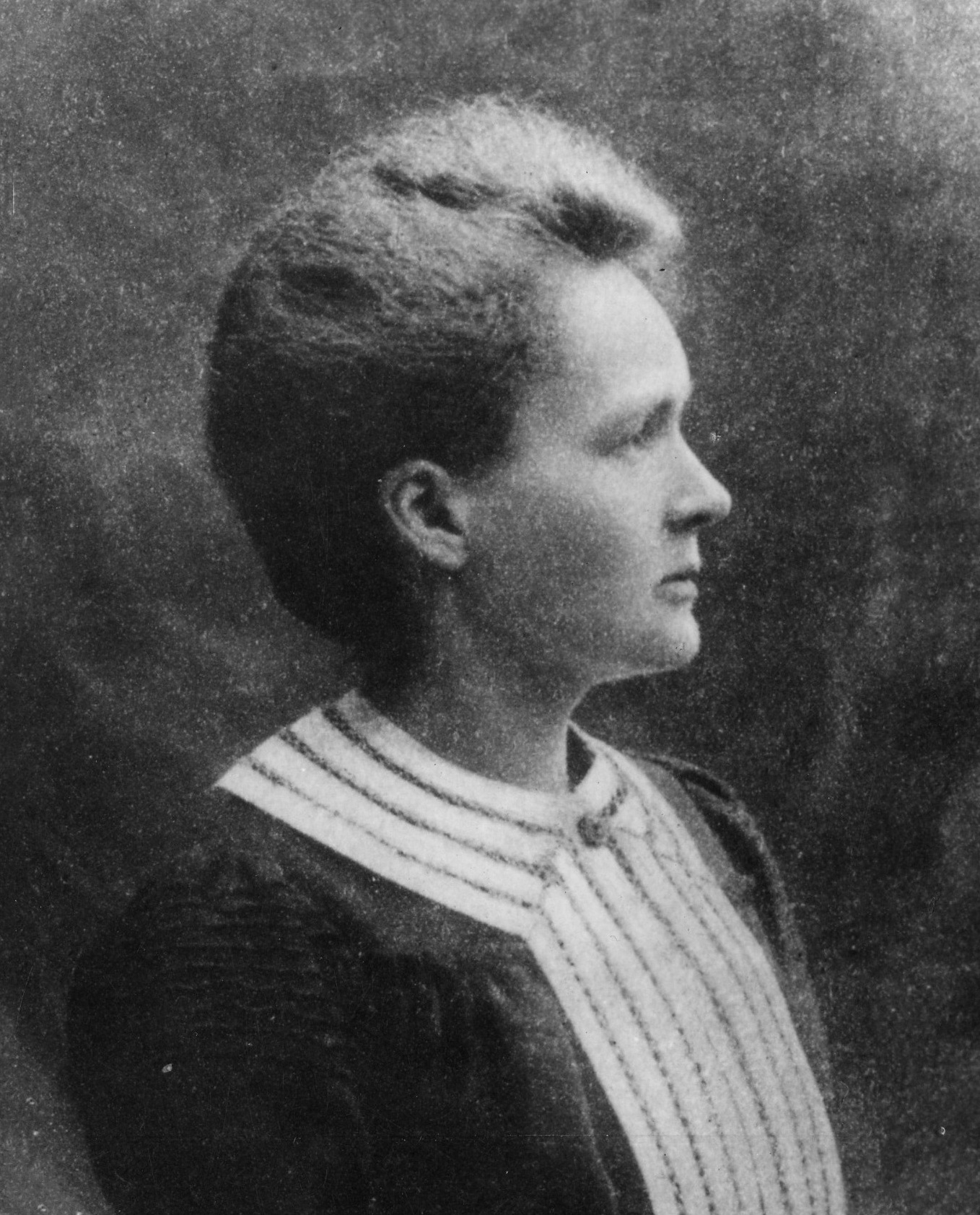
پرتره ماری کوری در زمان دریافت جایزه نوبل ۱۹۰۳

«مادام کوری فوق‌العاده باهوش است اما روحی مانند شاه‌ماهی دارد، به این معنی که او فاقد هرگونه احساس خوشی یا اندوه است. تقریباً تنها راهی که او احساسات خود را بیان می‌کند این است که به سمت چیزهایی بروید که او دوست ندارد. او دختری (به‌نام ایرن) دارد که حتی از او هم بدتر است، مثل یک سرباز پیاده‌نظام. البته او (ایرن) هم فوق‌العاده با استعداد است.»

—آلبرت اینشتین
ماری و همسرش برای گرفتن جایزه نوبل به استکهلم نرفتند که این موضوع چند علت داشت؛ کار زیاد آنها در انجام تحقیقات، عدم تمایل پیر به حضور در مراسم عمومی و مورد بعدی این بود که پیر احساس بیماری می‌کرد. باتوجه به این‌که مراسم نوبل به دو سخنران نیاز داشت، ماری در نهایت پذیرفت که در سال ۱۹۰۵ به سوئد سفر کند. جایزه نقدی اعطا شده موجب شد که کوری‌ها بتوانند اولین دستیار آزمایشگاه خود را استخدام کنند. پس از اعطای جایزه نوبل به کوری‌ها، دانشگاه جنو به پیر کوری پیشنهاد کار داد و دانشگاه پاریس نیز او را به سمت استادی ارتقا داد و به او کرسی فیزیک اعطا کرد. با تمام این اوصاف کوری‌ها هنوز از داشتن یک آزمایشگاه مناسب بی بهره بودند. بعد از اعتراض پیر کوری به این وضع، دانشگاه پاریس با خواسته او موافقت کرد و برای آن‌ها آزمایشگاه جدیدی تأسیس کرد، آزمایشگاهی که کار آماده‌سازی آن تا سال ۱۹۰۶ طول کشید.
در دسامبر ۱۹۰۴، دومین فرزند ماری کوری به‌نام ایو کوری زاده شد. ماری یک آموزگار خصوصی استخدام کرد تا به دخترانش زبان لهستانی را آموزش دهد.
در ۱۹ آوریل ۱۹۰۶، پیر کوری بر اثر تصادف در خیابان کشته شد. او در زیر باران شدید در حال عبور از خیابان رو دافین بود که با یک درشکه برخورد کرد و عبور درشکه از روی سر پیر، موجب شکسته شدن جمجمه و مرگ او شد. این حادثه برای ماری بسیار سهمگین بود؛ به‌طوری که او را دچار بحران عاطفی کرد. در ۱۳ مه ۱۹۰۶، بخش فیزیک دانشگاه پاریس تصمیم گرفت تا کرسی استادی فیزیک متعلق به پیر کوری را به ماری اعطا کند. ماری آن را پذیرفت، به این امید که با ساخت یک آزمایشگاه بسیار پیشرفته، بتواند یاد همسرش را گرامی بدارد. او اولین زنی بود که موفق شد در دانشگاه پاریس به سمت استادی برسد.
اگرچه تلاش ماری کوری برای ساخت آزمایشگاهی جدید در دانشگاه پاریس به پایان نرسید، با این‌حال، چند سال بعد او به سمت ریاست بنیاد رادیوم رسید که امروز با نام بنیاد کوری شناخته می‌شود؛ آزمایشگاهی برای مطالعه رادیواکتیویته که توسط انستیتو پاستور و دانشگاه پاریس برای او ساخته شده بود. ایده ساخت چنین آزمایشگاهی به سال ۱۹۰۹ بازمی‌گردد؛ زمانی که پیر پاول امیل روکس، مدیر انستیتو پاستور، از دیدن این که دانشگاه پاریس فضای مناسبی برای ماری فراهم نمی‌کند، دلسرد شد و به ماری پیشنهاد کرد که به انستیتو پاستور بیاید. تنها زمانی که ماری تهدید به ترک دانشگاه پاریس کرد، دانشگاه سرانجام موافقت خود را برای ساختن آزمایشگاه مشترکی با انیستیتو پاستور برای کوری اعلام کرد.

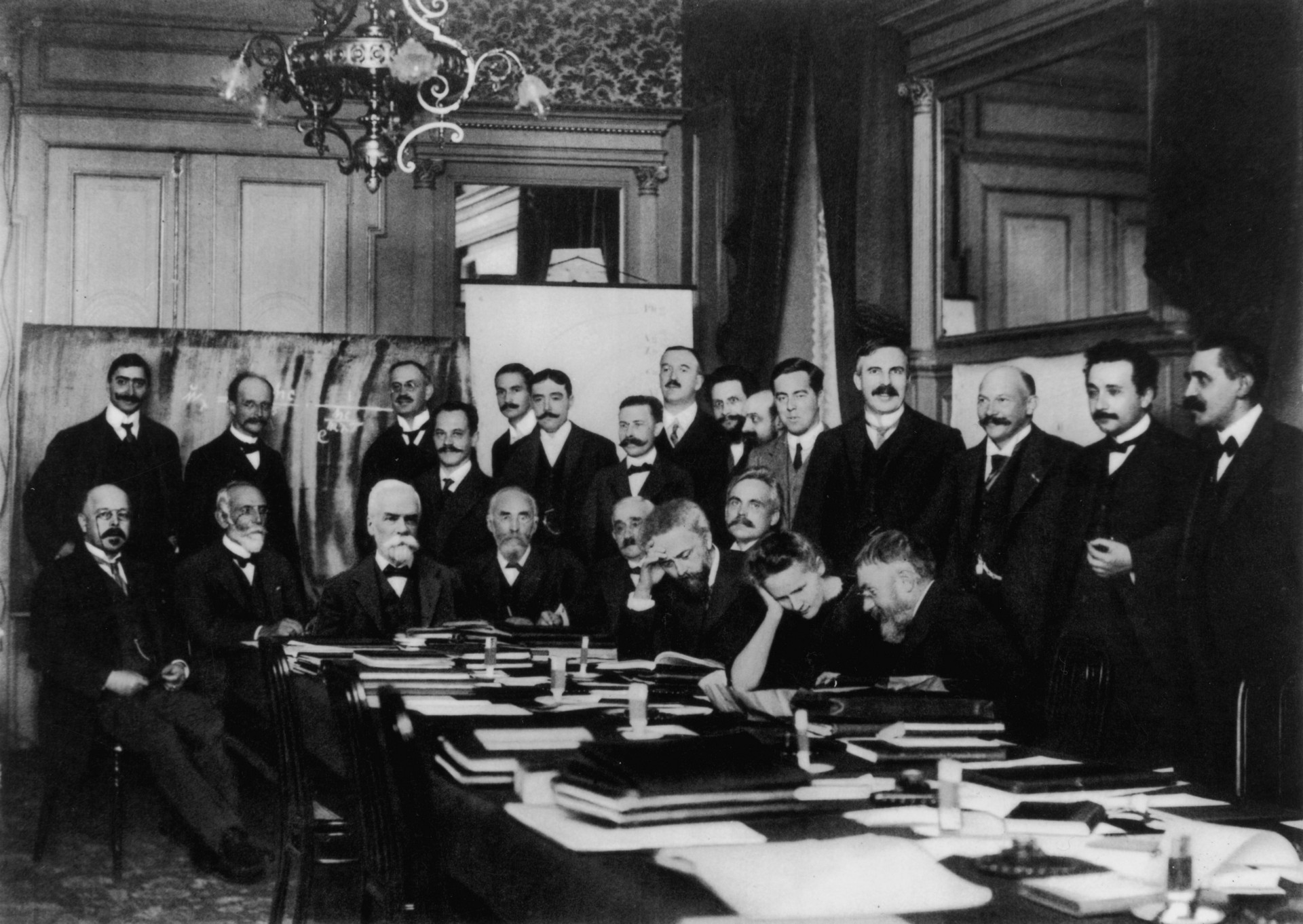
اولین کنفرانس سولوی (۱۹۱۱)، ماری کوری (نشسته در سمت راست) در حال مشورت با هنری پوانکاره. افراد ایستاده از راست:پل لانژون (نفر اول)، آلبرت انیشتین (نفر دوم)، ارنست رادرفورد (نفر چهارم)

در سال ۱۹۱۰، کوری موفق به خالص‌سازی رادیوم شد و افزون بر این، استانداردی بین‌المللی برای تابش رادیواکتیو تعریف کرد که سرانجام به احترام او و همسرش کوری نامیده شد. با این وجود، در ۱۹۱۱، فرهنگستان علوم فرانسه به‌خاطر یک یا دو رای کمتر، از انتخاب او به‌عنوان عضو فرهنگستان خودداری کرد. فردی که به‌جای ماری انتخاب شد، مخترعی به نام ادوار برانلی بود که به گولیلمو مارکونیدر اختراع تلگراف بی‌سیم کمک کرده بود.
با وجود این‌که کوری‌ها دانشمندان شناخته شده‌ای در فرانسه بودند، با این‌حال نگرش عمومی نسبت به آنها حاوی نوعی بیگانه‌هراسی و مشابه آنچه بود که منجر به ماجرای دریفوس شد و در همین راستا غالباً ماری کوری را یهودی می‌پنداشتند. در طول انتخابات فرهنگستان علوم فرانسه او توسط مطبوعات جناح راست به‌عنوان یک بیگانه و خداناباور معرفی شد. دختر او بعداً به انتقاد از دو رویی مطبوعات فرانسوی در ترسیم تصویری غلط از مادرش پرداخت و بیان کرد که آنها وقتی ماری کوری به‌عنوان نامزد مدال افتخار فرانسه شد، با او مانند یک فرد خارجی بی‌ارزش برخورد کردند، اما زمانی که جوائز معتبر جهانی مانند جایزه نوبل را کسب کرد، از او به‌عنوان قهرمان ملی یاد کردند.

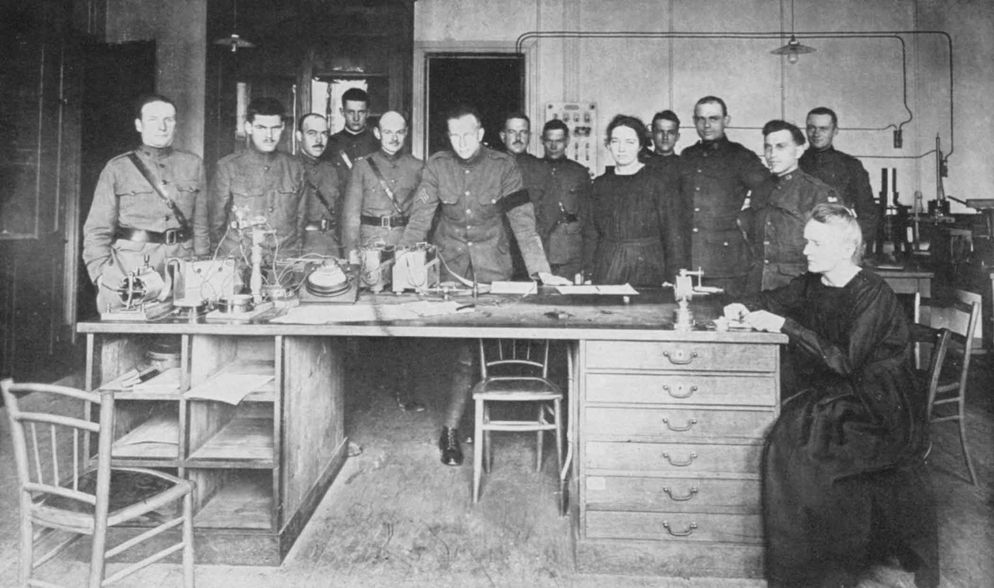
ماری کوری به‌همراه دخترش ایرن در بنیاد رادیوم، سال ۱۹۱۹

در سال ۱۹۱۱، مشخص شد که ماری کوری با فیزیک‌دانی به نام پل لانژون که از شاگردان پیر کوری بود، رابطه عاشقانه طولانی مدت داشته است. لانژون مردی متأهل بود که نسبت به همسرش دچار دلسردی شده بود. برملا شدن این موضوع موجب شد رقبای آکادمیک ماری، در مطبوعات علیه او بنویسند. ماری کوری که در میانه دهه ۴۰ سالگی خود به‌سر می‌برد، پنج سال بزرگ‌تر از لانژون بود و در روزنامه‌ها از او به‌عنوان یک یهودی خانه خراب کن خارجی یاد می‌شد. موقعی که این موضوع افشا شد، او در کنفرانسی در بلژیک به‌سر می‌برد و زمانی که به فرانسه برگشت، با دسته‌ای از افراد عصبانی در جلوی خانه‌اش روبرو شد. او مجبور شد برای حفاظت از خود و خانواده‌اش، به‌همراه دخترش به خانه دوستش، کمیل ماربو برود.
شهرت جهانی ماری کوری به‌خاطر دست‌آوردهایش روزافزون بود و این اعتبار به‌قدری افزایش یافت که فرهنگستان پادشاهی علوم سوئد توانست بر مخالفان اعطای دومین جایزه نوبل به ماری کوری به‌خاطر ماجرای لانژون، غلبه کند و در سال ۱۹۱۱، دومین جایزه نوبل را این‌بار در زمینه شیمی به او اعطا کند. این جایزه «به پاس خدمات او در زمینه گسترش شیمی از راه کشف عناصر رادیوم و پولونیوم با خالص‌سازی رادیوم و مطالعه ماهیت و ترکیبات این عنصر فوق‌العاده» به او تعلق گرفت. او اولین فرد در تاریخ علم است که موفق به کسب دو جایزه نوبل شده است و در کنار لینوس پاولینگ (برنده جایزه نوبل شیمی و صلح) تنها کسانی هستند که در دو زمینه مختلف موفق به کسب این جایزه شدند. جایزه نوبل دوم، موجب شد که ماری کوری بتواند دولت فرانسه را متقاعد کند که به بنیاد رادیوم کمک کند؛ سازمانی که در سال ۱۹۱۴ ساخته شد و به تحقیقات در زمینه شیمی، فیزیک و پزشکی مربوط بود. یک ماه پس از کسب جایزه نوبل شیمی در سال ۱۹۱۱، ماری دچار افسردگی و بیماری کلیه شد و به همین خاطر در بیمارستان بستری شد. تقریباً در تمام سال ۱۹۱۲، او از حضور در اجتماع خودداری کرد. با این‌حال کمی از اوقاتش را در انگلستان و در کنار دوست فیزیک‌دانش هرتا مارکس آیرتون گذراند. او در ماه دسامبر و بعد از یک درنگ ۱۴ ماهه، به آزمایشگاه خود بازگشت.

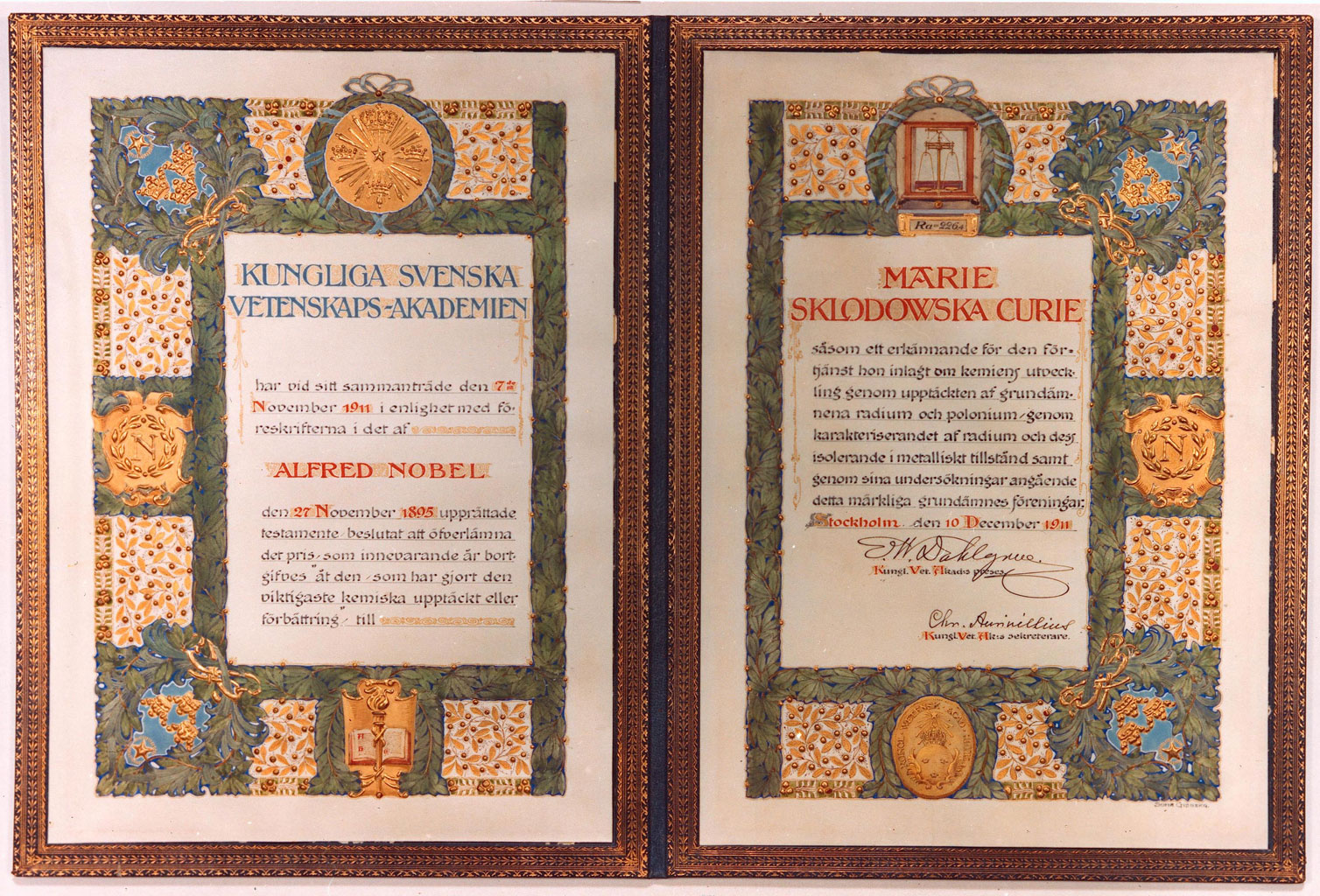
دیپلم جایزه نوبل ۱۹۱۱
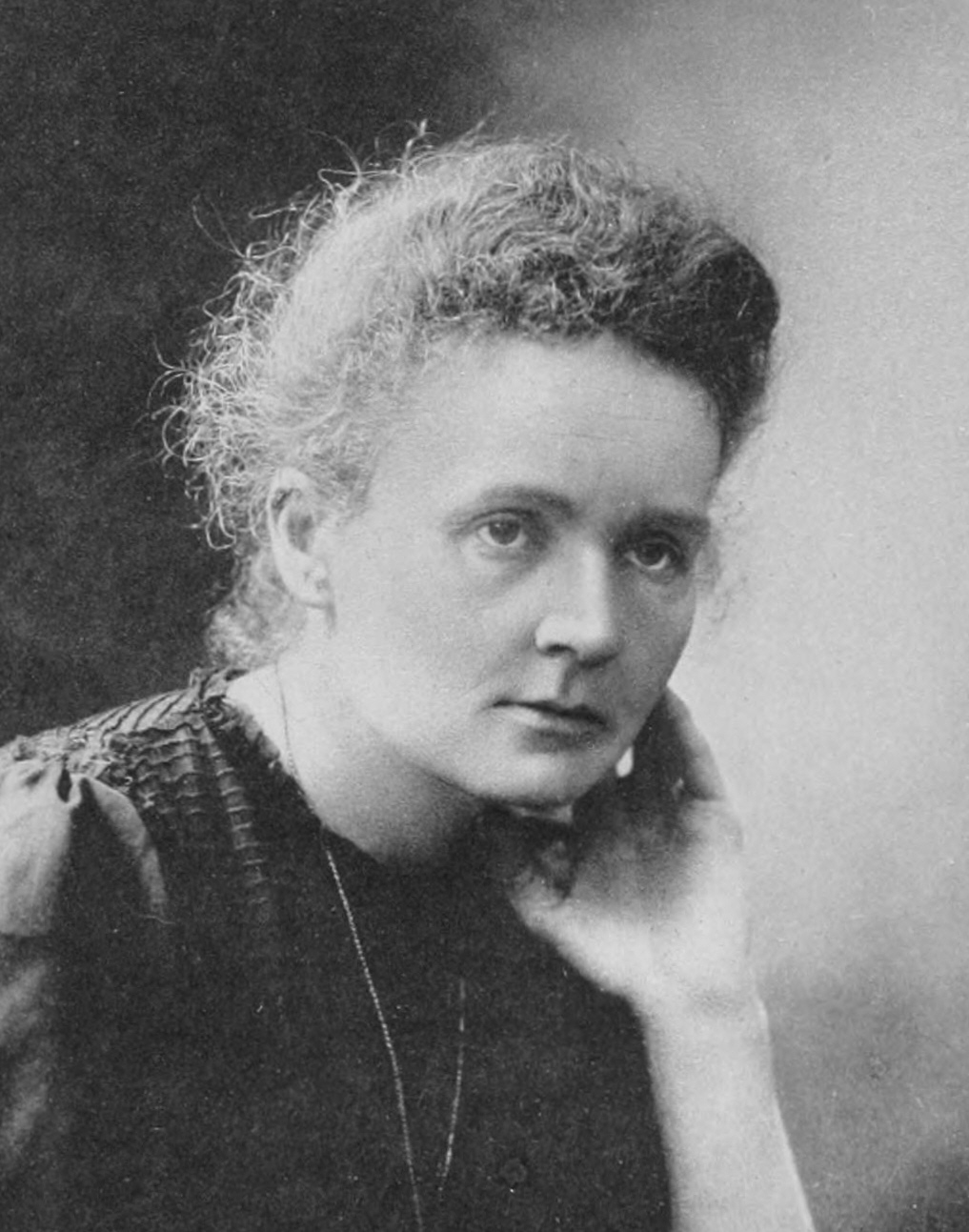
پرتره ماری کوری در زمان دریافت جایزه نوبل ۱۹۱۱

در سال ۱۹۱۲، جامعه علمی ورشو به او پیشنهاد ریاست یک آزمایشگاه جدید در ورشو را داد اما او نپذیرفت و به‌جای آن روی گسترش بنیاد رادیوم تمرکز کرد تا این‌که در سال ۱۹۱۴ گسترش آن به پایان رسید. او در سال ۱۹۱۴ به‌عنوان رئیس آزمایشگاه کوری بنیاد رادیوم در دانشگاه پاریس انتخاب شد. گسترش فعالیت‌های بنیاد با شروع جنگ جهانی اول با وقفه روبرو شد و شرایط به‌صورتی پیش رفت که بیشتر پژوهشگران به ارتش فرانسه فراخوانده شدند. شروع مجدد کامل فعالیت‌های بنیاد از ۱۹۱۹ از سرگرفته شد.

### جنگ جهانی اول
«قصد دارم یک مقدار طلایی که دارم را اعطا کنم. علاوه برآن میل دارم مدالهای علمی خودم را هم که برایم کاملاً بی‌استفاده هستند، واگذار کنم. علاوه‌بر این، به‌خاطر تنبلی مفرط اجازه دادم که پول جایزه نوبل دوم من نزد پادشاهی سوئد باقی بماند. این تمام چیزی است که ما داریم. من میل دارم که این پول را به اینجا بیاورم و با خرید اوراق قرضه به هزینه‌های جنگی کمک کنم. دولت به پول نیاز دارد. من هم نیاز خاصی به این پول ندارم و اگر از آن استفاده نکنم احتمالاً گم خواهد شد.»

—ماری کوری

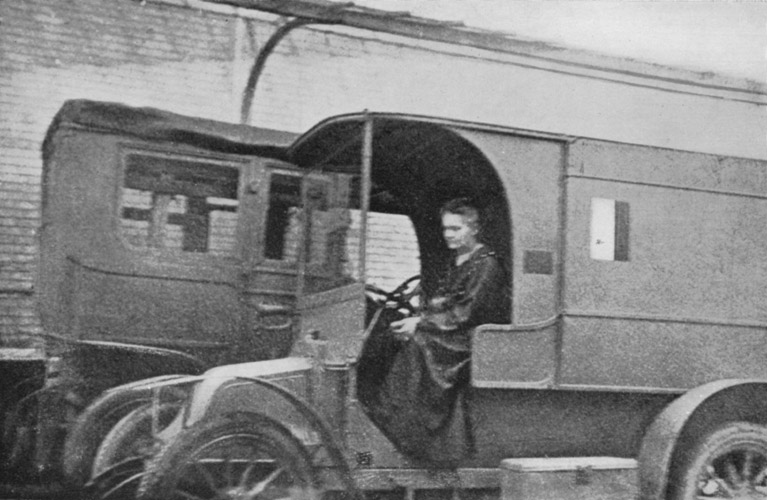
ماری کوری سوار بر یک خودروی حامل دستگاه پرتو ایکس سیار، حدود ۱۹۱۵.

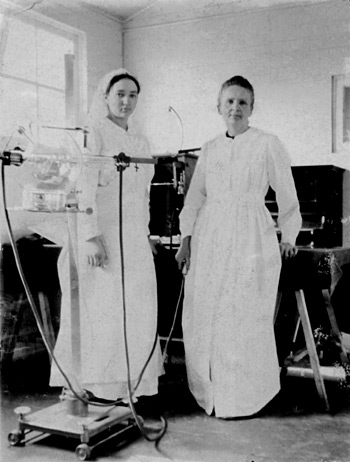
ماری کوری در جنگ جهانی اول.

در طول جنگ جهانی اول، ماری کوری متوجه شد که بهتر است عمل جراحی بر روی سربازان زخمی هرچه زودتر انجام شود. او متوجه شد که وجود یک مرکز تصویربرداری پرتو ایکس در خط مقدم جبهه جنگ برای جراحان ضروری است. بعد از انجام بررسی و انجام مطالعات مختصر در مورد رادیولوژی، آناتومی بدن و مکانیک خودرو، او شروع به خرید وسایل و تجهیزات مربوط به پرتو ایکس و ژنراتورهای کمکی کرد و در ادامه واحدهایی برای تصویربرداری پرتو ایکس سیار را توسعه داد که نزد بقیه با عنوان کوری‌های کوچک شناخته می‌شدند.
او به ریاست سرویس رادیولوژی در صلیب سرخ برگزیده شد و پس از آن اولین مرکز رادیولوژی نظامی را در فرانسه بنا نهاد که فعالیت این مرکز از اواخر سال ۱۹۱۴ آغاز شد. ماری با کمک یک پزشک نظامی و ایرن، دختر ۱۷ ساله خود، مدیریت نصب ۲۰ دستگاه رادیولوژی سیار و ۲۰ واحد رادیولوژی در بیمارستان‌های صحرایی را در سال اول به‌عهده داشت. سپس او مسئولیت آموزش زنان به‌عنوان کمک‌رسان را به‌عهده گرفت.
در سال ۱۹۱۵، کوری سوزنی توخالی حاوی تابش رادیوم تهیه کرد که گازی بی‌رنگ و رادیواکتیو توسط رادیوم منتشر می‌کرد که بعداً رادون نام گرفت و برای ضدعفونی کردن بافت‌های عفونی مورد استفاده قرار می‌گرفت. او رادیوم مورد نیاز برای این کار را از یک گرم ذخیره رادیوم که خودش تهیه کرده بود، تأمین می‌کرد. برآورد زده می‌شود که بیش از یک میلیون سرباز زخمی در واحدهای پرتو ایکس، مداوا شده‌اند. در حالی که ماری مشغول رسیدگی به سربازان زخمی در واحدهای پرتو ایکس بود، همچنان دست از پژوهش‌های علمی خود برنداشت و در همین حین تحقیقات خود را هرچند به آهستگی ادامه داد. با وجود زحمات و خدمات فراوان ماری کوری به فرانسه در طول جنگ جهانی اول، او هیچ‌گاه به‌صورت رسمی از جانب دولت فرانسه مورد تقدیر قرار نگرفت.
همچنین، بی درنگ پس از شروع جنگ جهانی اول، او تلاش کرد تا مدال طلای نوبل خود را برای کمک به دولت اعطا کند که بانک مرکزی فرانسه از پذیرش آن خودداری کرد. با این‌حال او سعی کرد با خرید اوراق قرضه جنگی با پولی که از جایزه نوبل کسب کرده بود، از راه دیگری به دولت کمک کند.

### سال‌های پس از جنگ

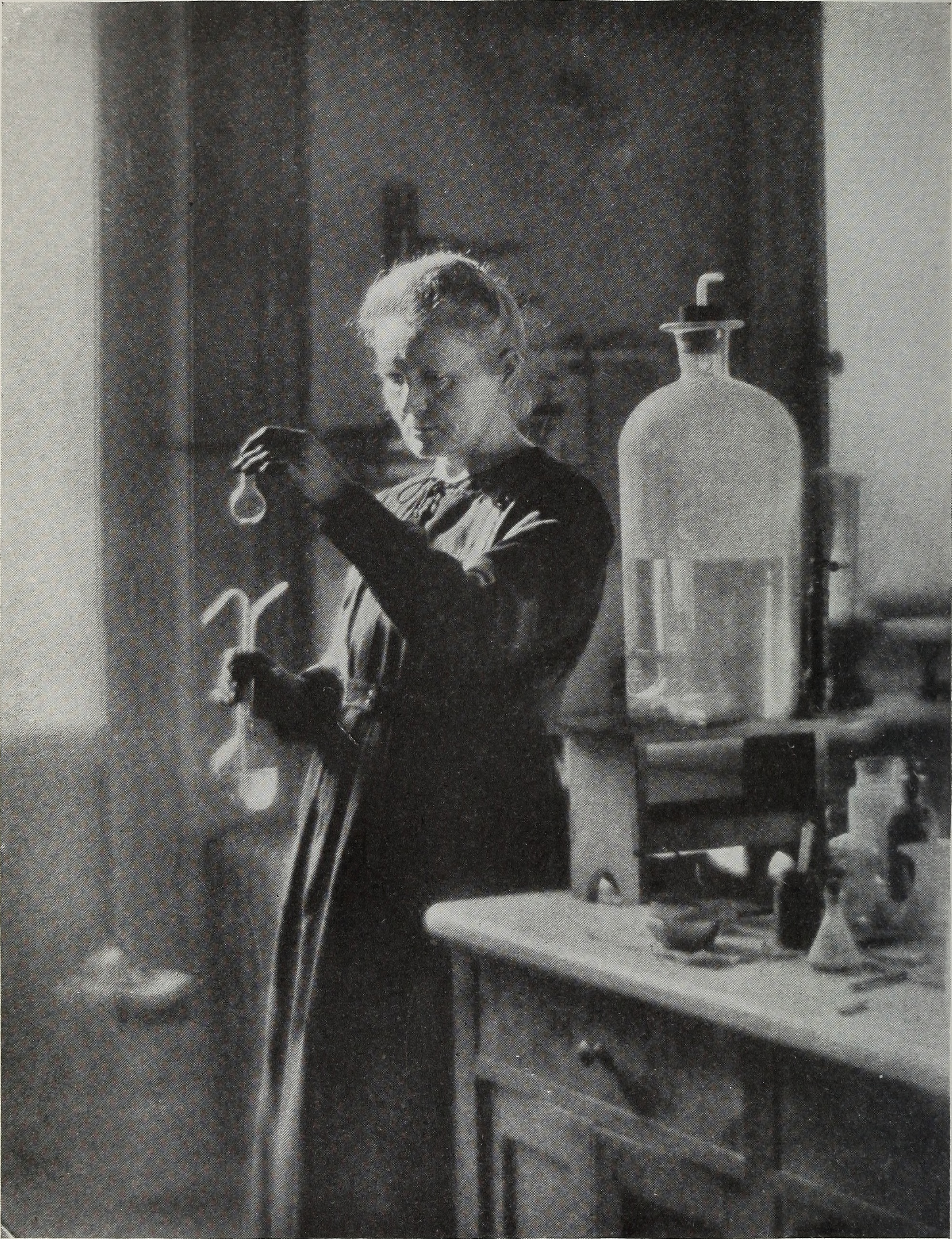
ماری کوری در آزمایشگاه، سال ۱۹۲۱

در سال ۱۹۲۰ و در ۲۵امین سالگرد کشف رادیوم، دولت فرانسه یک دستمزد برای او تعیین کرد. لویی پاستور واپسین فردی بود که موفق به دریافت این پاداش شده بود. در ۱۹۲۱ و زمانی که تور آمریکا برای جمع‌آوری کمک مالی برای انجام تحقیقات در زمینه رادیوم به‌سر می‌برد، با استقبال بسیار گرمی روبرو شد.
در ۱۹۲۱، وارن هاردینگ، بیست‌ونهمین رئیس‌جمهور وقت ایالات متحده آمریکا، او را در کاخ سفید پذیرفت و به او یک گرم از رادیوم جمع‌آوری شده در ایالات متحده را تقدیم کرد و بانوی اول، فلورنس هاردینگ نیز او را ستود و از او به‌عنوان انسانی کوشا و پاسدار حقوق زنان یاد کرد. پیش از این دیدار، این موضوع که ماری کوری با این میزان اعتبار جهانی هنوز هیچ نشان یا مدال افتخاری از فرانسه ندارد، موجب شرمساری مقامات فرانسه شد و همین موجب شد که دولت فرانسه به او پیشنهاد نشان لژیون دونور را بدهد که این موضوع با مخالفت کوری روبرو شد. در سال ۱۹۲۲، او به‌عنوان همکار فرهنگستان پزشکی فرانسه گماشته شد. افزون بر آمریکا، او همچنین به کشورهای دیگری مانند بلژیک، برزیل، اسپانیا و چکسلواکی سفر کرد و در آنجا به ایراد سخنرانی پرداخت.
بنیاد رادیوم به ریاست ماری کوری موفق به کسب چهار مدال نوبل دیگر شد که ایرن ژولیو-کوری دختر ماری کوری و همسرش فردریک ژولیو کوری از جمله آنها بودند. سرانجام، این بنیاد به یکی از چهار آزمایشگاه‌های کلیدی سراسر دنیا در زمینه تحقیقات در زمینه رادیوم تبدیل شد، سه آزمایشگاه دیگر، آزمایشگاه کاوندیش، آزمایشگاه رادرفورد؛ بنیاد تحقیقات رادیوم در وین با مدیریت استفن مایر و بنیاد شیمی کایزر ویلهلم که امروزه با نام بنیاد شیمی مکس پلانک شناخته می‌شود با مسئولیت اتو هان و لیزه مایتنر بودند.
در اوت ۱۹۲۲، ماری کوری به عضویت جامعه ملل درآمد که به‌تازگی کمیته بین‌المللی همکاری اندیشمندانه را بنا نهاده بودند. او تا سال ۱۹۳۴ در عضویت کمیته ماند و در این گروه با پژوهشگران برجسته‌ای مانند آلبرت اینشتین، هندریک لورنتز و آنری برگسون همکاری کرد. در ۱۹۲۳، او اقدام به نوشتن زندگی‌نامه همسرش، پیر کوری با عنوان «پیر کوری» کرد. در ۱۹۲۵، او به لهستان رفت و در آنجا در مراسمی که برای تأسیس بنیاد رادیوم ورشو برگزار شده بود، شرکت کرد. در ۱۹۲۹، او در دومین سفر خود به آمریکا موفق شد که رادیوم لازم برای بنیاد رادیوم ورشو را تأمین کند و این بنیاد سرانجام با مدیریت برونیسواوا، خواهر ماری کوری، در ۱۹۳۲ شروع به کار کرد. این موارد فرعی که عملاً نوعی حواس‌پرتی برای تحقیقات او محسوب می‌شد و حضور زیاد در اجتماع در مجموع اگرچه موجبات ناخرسندی را فراهم آورده بود، اما از طرفی منابع لازم برای تحقیقاتش را مهیا کرد. در ۱۹۳۰، او به‌عنوان عضوی از کمیسیون فراوانی‌های ایزوتوپی و وزن‌های اتمی انتخاب شد و تا پایان عمرش در این جایگاه باقی ماند. در سال ۱۹۳۱، کوری موفق به کسب جایزه کامرون برای فعالیت در زمینه درمان از دانشگاه ادینبرو شد.

### مرگ

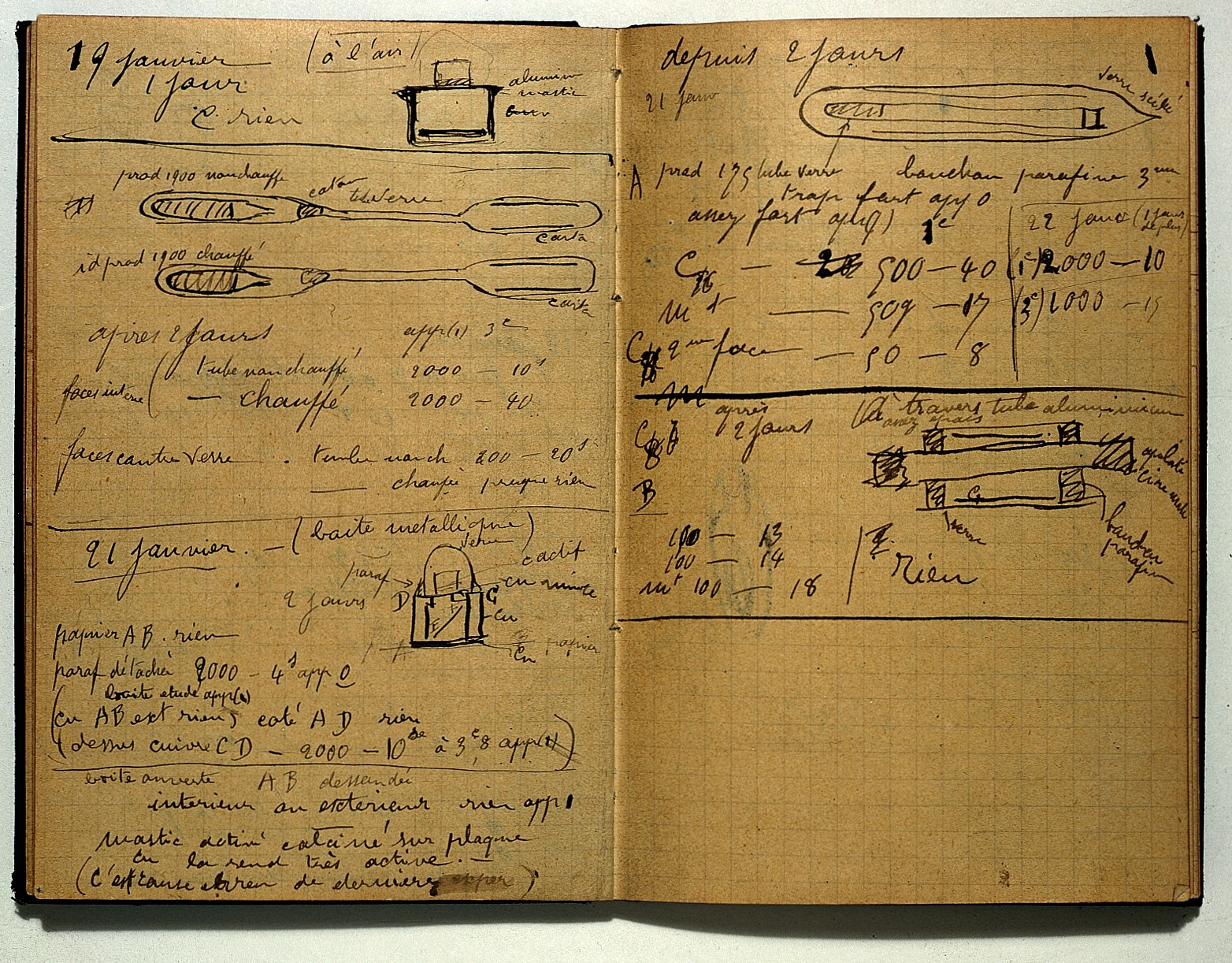
نمایی از دفتر یادداشت ماری کوری که هنوز در محفظه‌ای سربی نگه داشته می‌شود.

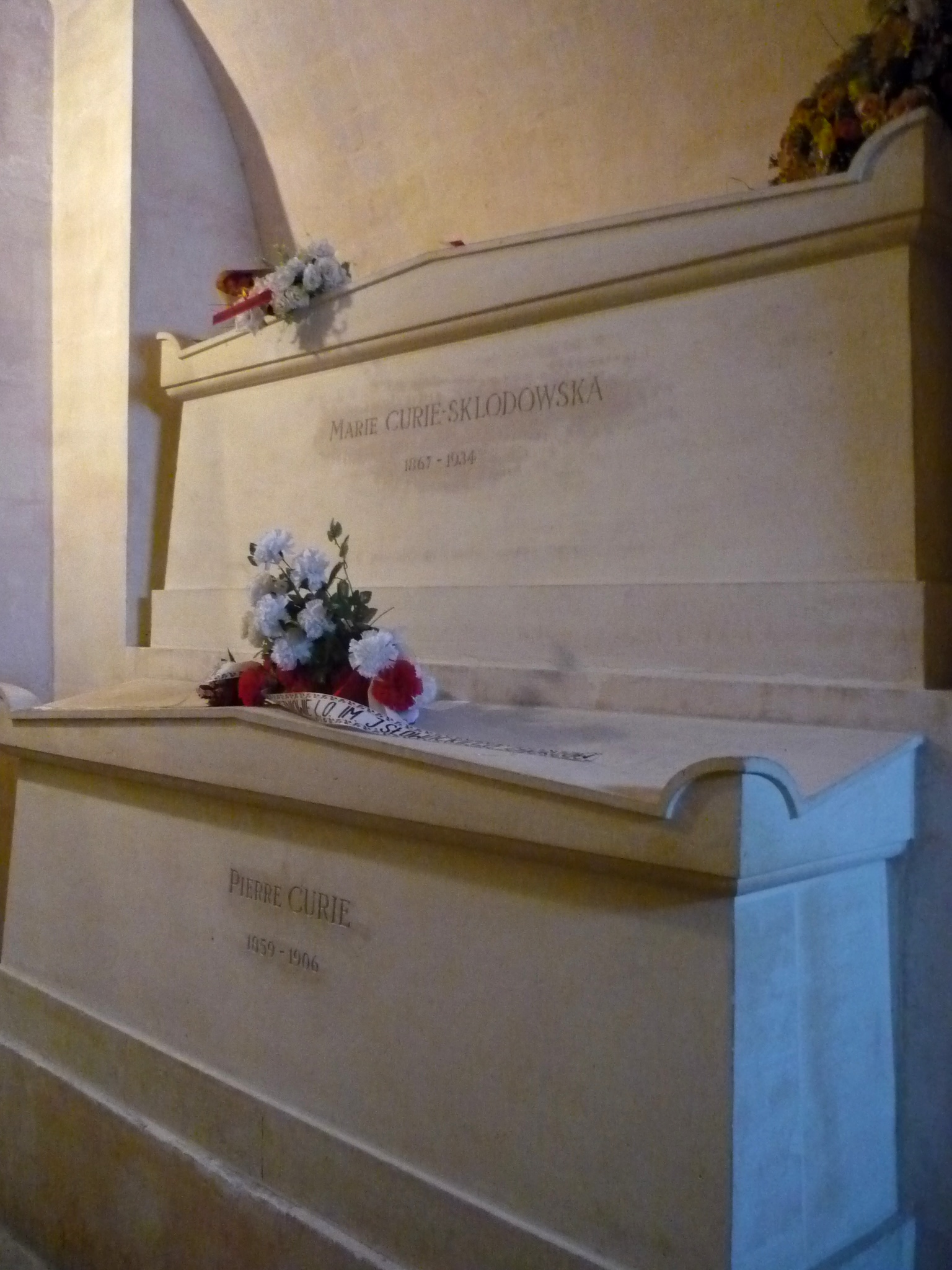
آرامگاه پیر و ماری کوری، پانتئون، ۲۰۱۱.

ماری برای آخرین بار در سال ۱۹۳۴ از لهستان بازدید کرد. چند ماه بعد، در چهارم ژوئیه ۱۹۳۴، او بر اثر کم‌خونی آپلاستیک، که تصور می‌شود ناشی از کار مداوم او با پرتوهای خطرناک رادیواکتیو بود، در بیمارستانی در فرانسه درگذشت.
زمانی که او در این زمینه مشغول فعالیت بود، آثار ویرانگر پرتوهای یونیزه‌کننده هنوز به‌خوبی آشکار نشده بود و او در زمان کار با مواد پرتوزا ملاحظات لازم در مورد عدم تماس مستقیم با این مواد را انجام نمی‌داد؛ به‌طوری که برای مثال او لوله‌های حاوی نمونه‌های رادیواکتیو را در جیب روپوش آزمایشگاهی خود حمل می‌کرد و آنها را در کشوی میز کارش نگهداری می‌کرد. کوری همچنین در زمانی که در بیمارستان‌های صحرایی خط مقدم جبهه در جنگ جهانی اول به‌عنوان رادیولوژیست مشغول به کار بود، در معرض تابش پرتوی ایکس قرار داشت. اگرچه چندین دهه کار با مواد پرتوزا منجر به بیماری وخیم او، شرایطی مثل از دست رفتن تقریباً کامل بینایی به‌علت آب‌مروارید و حتی در نهایت مرگ او شد، اما او هیچگاه متوجه خطرات سلامتی ناشی از تماس با مواد رادیواکتیو نشد.
او در قبرستانی در شهر سو در کنار همسرش پیر کوری به خاک سپرده شد. ۶۰ سال بعد و در سال ۱۹۹۵، به افتخار دستاوردهایش، بقایای جسد او به پانتئون در پاریس منتقل شد. به‌خاطر آلودگی بدن ماری به مواد رادیواکتیو، بقایای او در محفظه‌ای سربی قرار داده شد. او اولین زنی است که به‌خاطر دستاوردها و افتخاراتش در پانتئون دفن شده است.
به‌علت سطح بالای آلودگی رادیواکتیو، برگه‌های مقالاتی که او در دهه ۱۸۹۰ میلادی نوشته بود، به‌عنوان مواردی خطرناک جهت لمس در نظر گرفته شده‌اند. حتی دفترچه یادداشت او نیز فوق‌العاده رادیواکتیو محسوب می‌شود. مقالات او در محفظه‌ای سربی نگهداری می‌شوند و علاقه‌مندانی که مایل به مطالعه آنها هستند، باید از لباس و پوشش ویژه استفاده کنند. در آخرین سال زندگیش، ماری کوری مشغول کار روی کتابی با عنوان رادیواکتیویته بود که سرانجام پس از مرگش و در سال ۱۹۳۵ منتشر شد.

## میراث

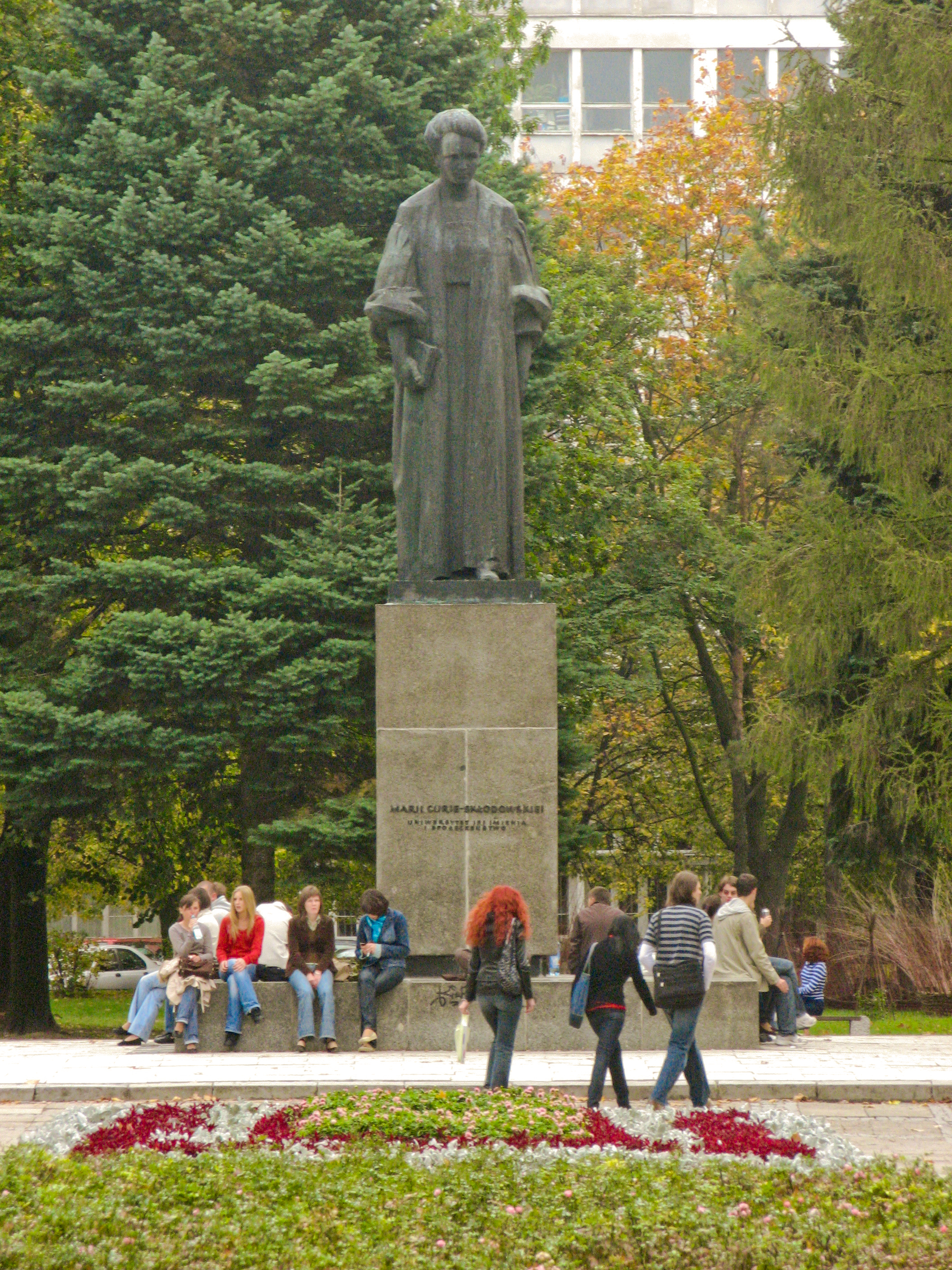
بنای یادبود ماری کوری در لوبلین، لهستان.

فعالیت‌های اجتماعی و علمی ماری کوری سهم به‌سزایی در شکل‌گیری دنیای سده‌های بیست و بیست و یکم داشت. استاد دانشگاه کرنل، لزلی ویلیامز در این باره می‌گوید:
| « | کارها و فعالیت‌های کوری‌ها، دوران‌ساز بود. کشف ویژگی پرتوزایی رادیوم، آنقدر مهم بود که نمی‌توان از آن چشم پوشید. به‌نظر می‌آمد که این کشف با اصول فیزیک که در آن دوران شناخته می‌شد مغایرت دارد و همین موجب شد تا در آن اصول تجدید نظر شود. از نظر آزمایش‌های تجربی نیز رادیوم عملاً به مردانی مانند ارنست رادرفورد، منبعی از رادیواکتیویته اعطا کرد که با کمک آن توانست مدل اتمی خود را اثبات کند. در نتیجه آزمایش‌های رادرفورد با تابش ذرات آلفا، برای اولین بار وجود هسته برای اتم در نظر گرفته شد. در پزشکی نیز از این ویژگی رادیوم می‌توان به‌عنوان روشی موفقیت‌آمیز برای مبارزه با سرطان یاد کرد. | » |

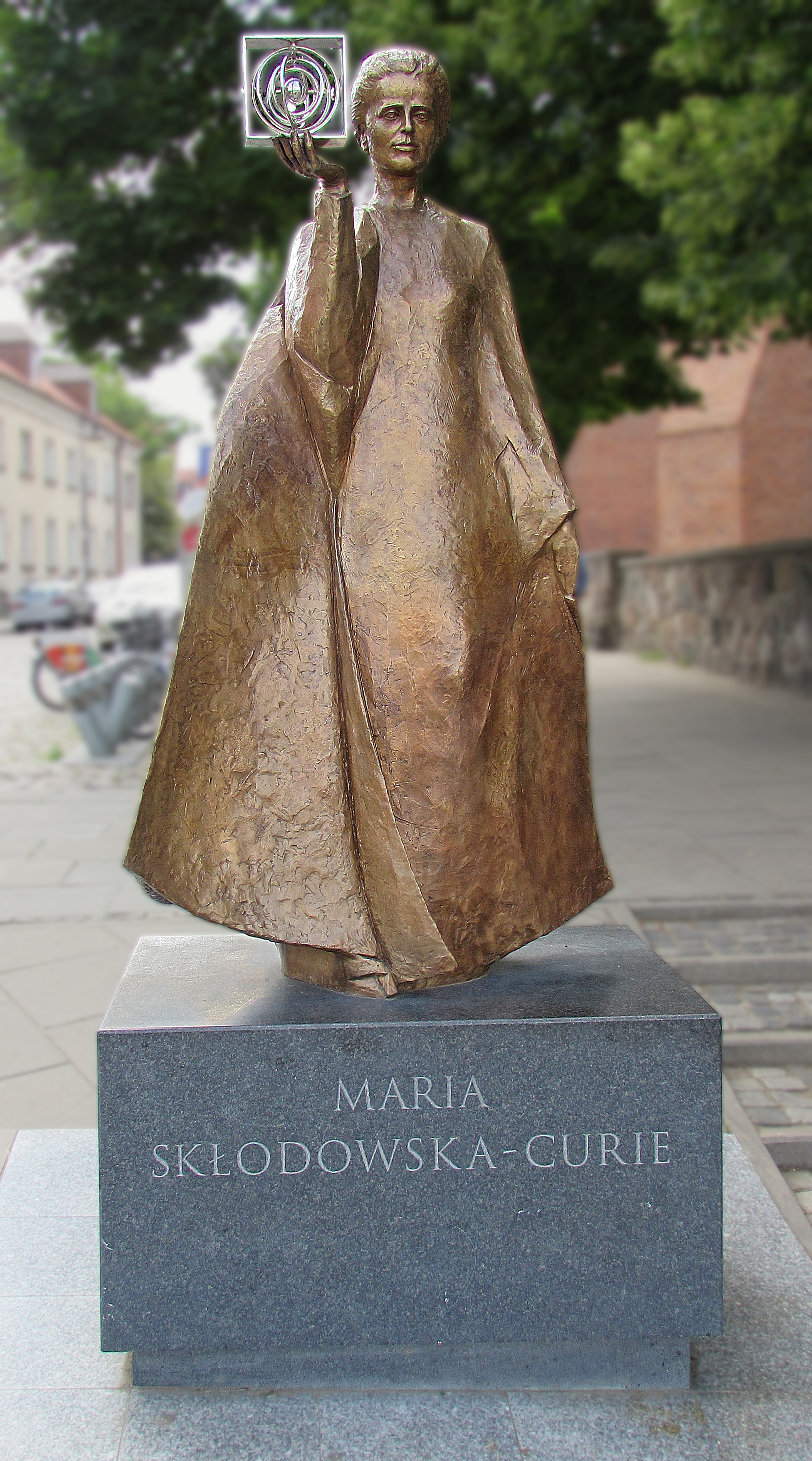
مجسمه ماری کوری در ورشو.

اگر کوری‌ها در تغییر چشم‌انداز رایج در شیمی و فیزیک نقش داشتند، این تأثیر به همان اندازه در حوزه امور اجتماعی نیز وجود داشت. ماری کوری برای این‌ که بتواند به چنین دستاوردهایی دست یابد، مجبور بود که موانع بزرگی که تنها به‌خاطر جنسیت او در مقابلش قرار داشت را هم در لهستان و هم در فرانسه از پیش روی خود بردارد. به این جنبه از زندگی و حرفه او و همچنین نقش او به‌عنوان یکی از پیشگامان فمینیسم، در اثری به‌نام ماری کوری: یک زندگی از فرانسوا ژیرو پرداخته شده است.
ماری کوری به صداقت و حفظ اعتدال در سبک زندگی شناخته شده است. او زمانی در ۱۸۹۳ بورسیه تحصیلی کوچکی دریافت کرد. اما در سال ۱۸۹۷ و به‌محض آن که توانست از پس هزینه‌های خود بربیاید، مبلغ آن بورسیه را به واگذارکننده آن برگرداند. او بخش زیادی از پول ناشی از جایزه نوبل اول خود را به دوستان، خانواده و همکارانش واگذار کرد. او در یک تصمیم غیرمعمول، از ثبت فرایند جداسازی رادیوم به‌عنوان اختراع خودداری کرد تا جامعه علمی بتواند بدون مانع در این زمینه تحقیق کند. او همواره اصرار داشت که جوایز مالی و هدایای نقدی که از طرف مراکز مختلف به او اعطا می‌شد، به مرکزی داده شود که او برای آن کار می‌کرد. او و همسرش پیر معمولاً از دریافت جایزه و مدال خودداری می‌کردند. گفته می‌شود که آلبرت اینشتین در مورد او بیان کرده است که او احتمالاً تنها فردی است که به‌خاطر شهرت، دچار فساد نمی‌شد.

## افتخارات و ستایش‌ها

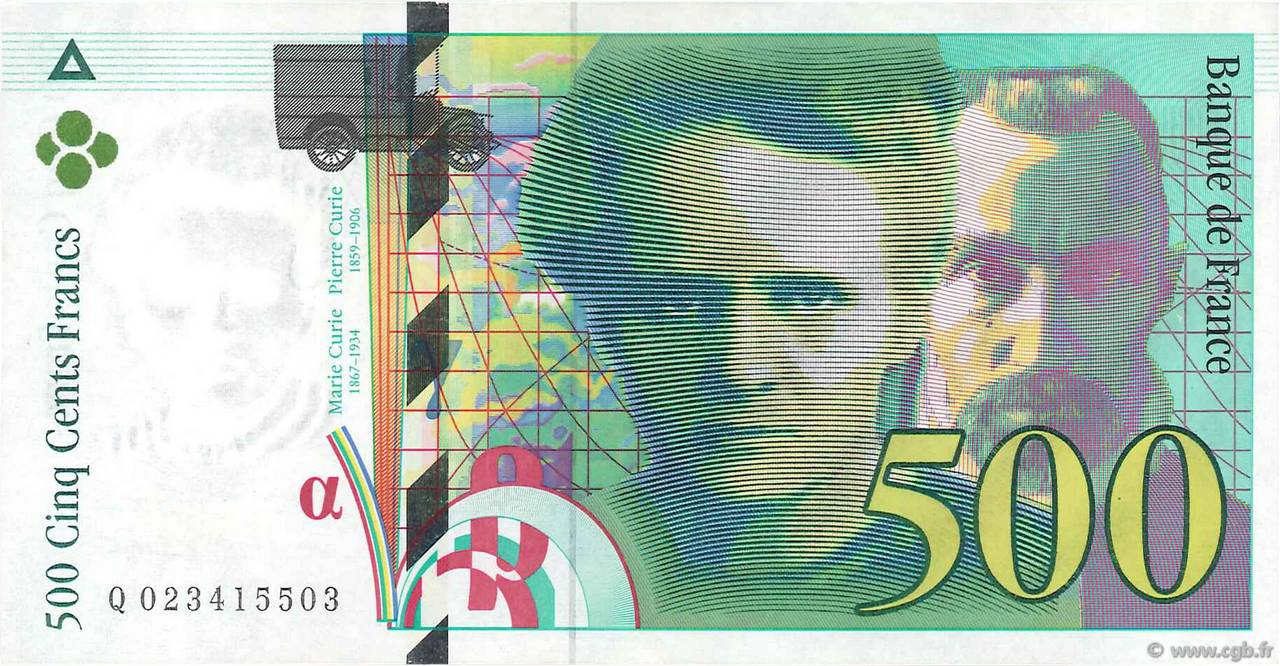
تصویر ماری و پیر کوری بر روی اسکناس سابق ۵۰۰ فرانکی فرانسه

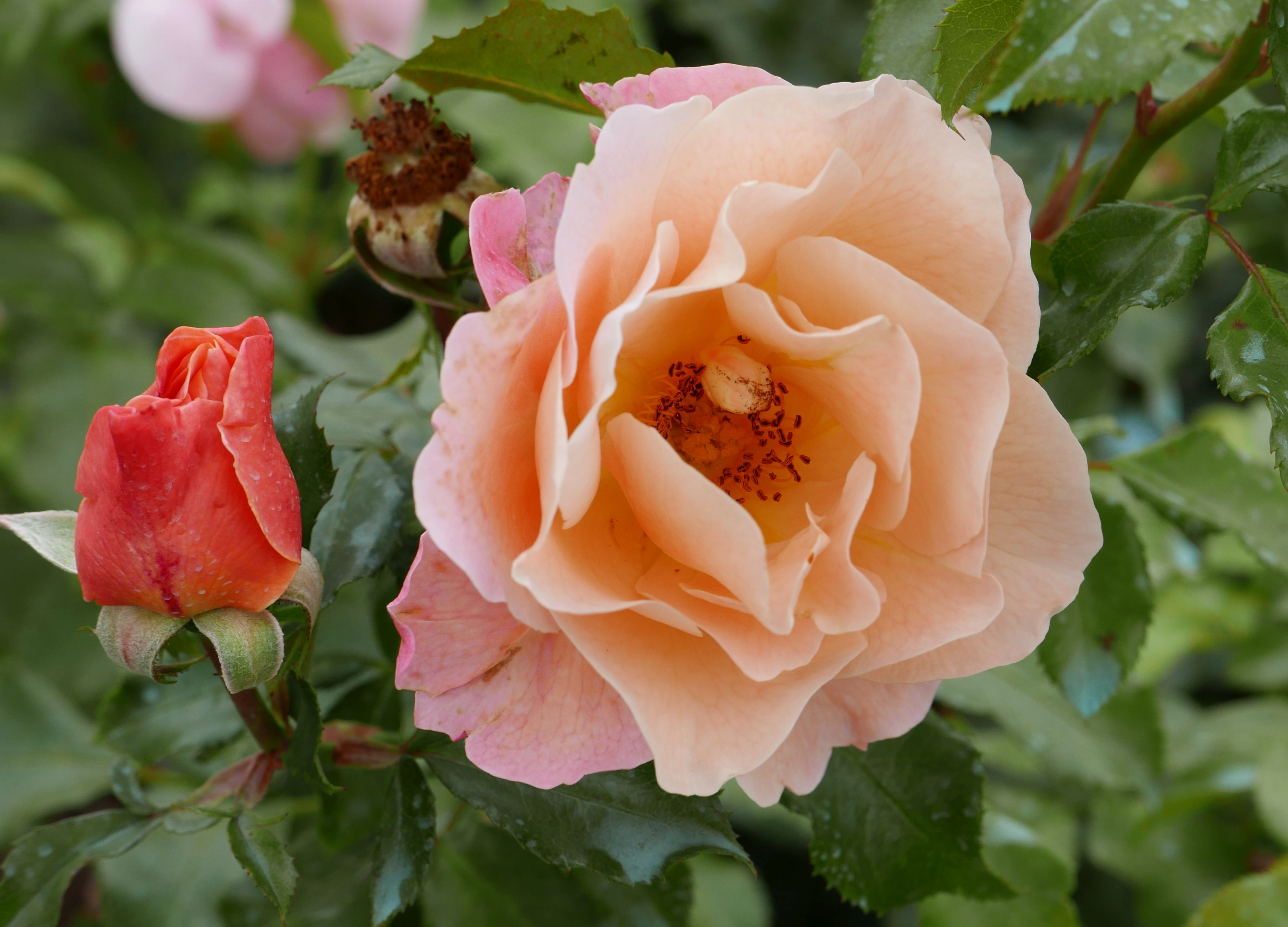
گونه‌ای از رز به نام ماری کوری

توسعه نظریه رادیواکتیویته و ترویج اصطلاح رادیواکتیویته، توسعه تکنیک‌های خالص‌سازی ایزوتوپ‌های رادیواکتیو و کشف دو عنصر به‌نام‌های پولونیوم و رادیوم از جمله دستاوردهای اصلی او به‌شمار می‌روند.
به‌عنوان یکی از شناخته‌شده‌ترین دانشمندان، ماری کوری به نمادی برای جامعه علمی تبدیل شده است که ستایش‌های فراوانی از سراسر جهان، حتی در دنیای پاپ دریافت کرده است. در سال ۲۰۰۹، طبق یک نظرسنجی که توسط نیوساینتیست به انجام رسید، او به‌عنوان الهام‌بخش‌ترین زن تاریخ علم انتخاب شد. کوری با دریافت ۲۵٫۱ درصد آرا، موفق به کسب سهمی در حدود دوبرابر نفر دوم، یعنی روزالیند فرانکلین (۱۴٫۲) شد.
لهستان و فرانسه سال ۲۰۱۱ را سال ماری کوری اعلام کردند و سازمان ملل متحد نیز این سال را به‌عنوان سال جهانی شیمی نام‌گذاری کرد. تصویری هنری از کوری در موزه جیکوبز در موزه هنرهای معاصر سن دیگو در کالیفرنیا قرار داده شد. در ۷ نوامبر این سال، گوگل سالگرد تولد ماری کوری را با انتخاب یک لوگوی اختصاصی گوگل دودل تبریک گفت. در دسامبر، آکادمی علوم نیویورک صد سالگی دومین جایزه نوبل ماری کوری را در حضور شاهدخت مادلین جشن گرفت.

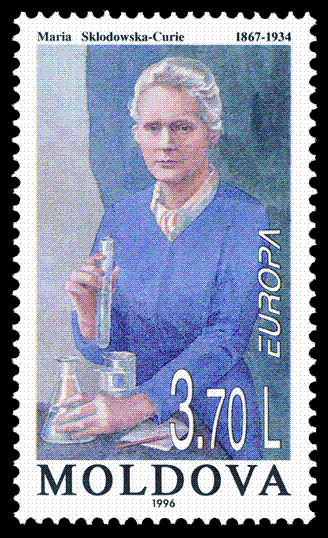
تمبری از ماری کوری در کشور مولداوی، ۱۹۹۸

کوری (با نماد Ci)، واحدی در رادیواکتیویته است که به افتخار ماری و پیر کوری انتخاب شده است با این‌حال، کمیته‌ای که وظیفه انتخاب این نام را برعهده داشت، هیچگاه اعلام نکرد که این نام‌گذاری بر اساس نام ماری کوری، پیر کوری یا هردوی آنها بوده است. یکی از عناصر جدول تناوبی با عدد اتمی ۹۶، کوریوم نامیده شده است. همچنین، نام سه کانی رادیواکتیو نیز برگرفته از نام خانوادگی اوست: کوریت، اسکودوسکیت و کوپروسکودوفسکیت. ماری به‌خاطر دستاوردهایش، مدارک افتخاری بسیاری از دانشگاه‌های مختلف دریافت کرد. جنبش ماری اسکودوفسکا کوری برنامه‌ای وابسته به اتحادیه اروپا است که هدف آن تأمین کمک هزینه و فلوشیپ‌های تحقیقاتی برای پژوهشگران جوانی است که تمایل به انجام تحقیقات خود در خارج از کشور را دارند. در کشور لهستان، ماری کوری مدارک دکتری افتخاری زیادی از دانشگاه‌هایی مانند دانشگاه لووف پلی‌تکنیک، دانشگاه پوزنان، دانشگاه یاگیلونیا و دانشگاه پلی‌تکنیک ورشو دریافت کرد.
ماری کوری اولین زنی بود که موفق به کسب جایزه نوبل شد و اولین کسی بود که دو جایزه نوبل گرفت. او تنها زنی بود که دو بار این جایزه را کسب کرد و تنها فردی بود که در دو رشته مختلف علمی موفق به دریافت این جایزه شد. علاوه‌بر جایزه نوبل شیمی، او جوائز دیگری نیز کسب کرد:
- جایزه نوبل در فیزیک (۱۹۰۳، به‌صورت مشترک با پیر کوری و هانری بکرل)
- مدال دیوی (۱۹۰۳، به‌صورت مشترک با پیر کوری)[۹۰]
- مدال ماتئوچی (۱۹۰۴، به‌صورت مشترک با پیر کوری)[۹۰]
- جایزه آکتونیان (۱۹۰۷)[۹۱]
- مدال الیوت کرسون (۱۹۰۹)[۹۲]
- مدال فرانکلین از جامعه فلسفه آمریکا (۱۹۲۱)[۹۳]

مقاله مشترک ماری کوری با همسرش پیر کوری و همکاری گوستاو بمونت در سال ۱۸۹۸ در مورد کشف عنصر رادیوم و پولونیوم توسط بخش تاریخ انجمن شیمی آمریکا موفق به دریافت جایزه دستاورد شیمیایی در سال ۲۰۱۵ شد.
در سال ۱۹۲۰، او اولین زنی شد که به عضویت آکادمی علوم و نامه‌های سلطنتی دانمارک درآمد. در ۱۹۲۱ و زمانی که در آمریکا بود، او جایزه عضویت در جامعه علمی زنان، لوتا سیگما را دریافت کرد. در سال ۱۹۲۴، او به‌عضویت افتخاری انجمن شیمی لهستان درآمد.
نام ماری کوری بر روی بنای یادبود کشته شدگان در راه تحقیقات در زمینه اشعه ایکس و رادیوم که در هامبورگ آلمان بنا شده است، حک شده است.
مکان‌های بسیاری در سرتاسر دنیا به افتخار او نام‌گذاری شده‌اند. در سال ۲۰۰۷، ایستگاه مترو در پاریس به افتخار او نام‌گذاری مجدد شد. رآکتور تحقیقاتی ماریا که در لهستان قرار دارد، به افتخار او نام‌گذاری شده است. نام سیارک ۷۰۰۰ کوری نیز برگرفته از نام او است. یک هواپیمای مک‌دانل داگلاس ام‌دی-۱۱ از شرکت هواپیمایی کاال‌ام نیز به یاد او نام‌گذاری شده است.
چندین مؤسسه و دانشگاه نام او را بر خود گذاشته‌اند که مؤسسه تحقیقات تومورشناسی ماریا اسکودوفسکا-کوری در ورشو و مؤسسه کوری در پاریس، دانشگاه ماری اسکودوفسکا-کوری واقع در لوبلین، دانشگاه پیر و ماری کوری (پاریس ۶) و مرکز درمان سرطان ماری کوری در بریتانیا نیز از جمله این مؤسسه‌ها و مراکز علمی هستند.
دو موزه به ماری کوری اختصاص داده شده‌اند. درسال ۱۹۶۷، موزه ماریا اسکودوفسکا-کوری در شهر جدید ورشو و در خیابان محل تولد ماری کوری تأسیس شد. آزمایشگاه تحقیقاتی او در پاریس نیز از سال ۱۹۹۲، به‌صورت موزه کوری حفظ شده است.

### در آثار هنری

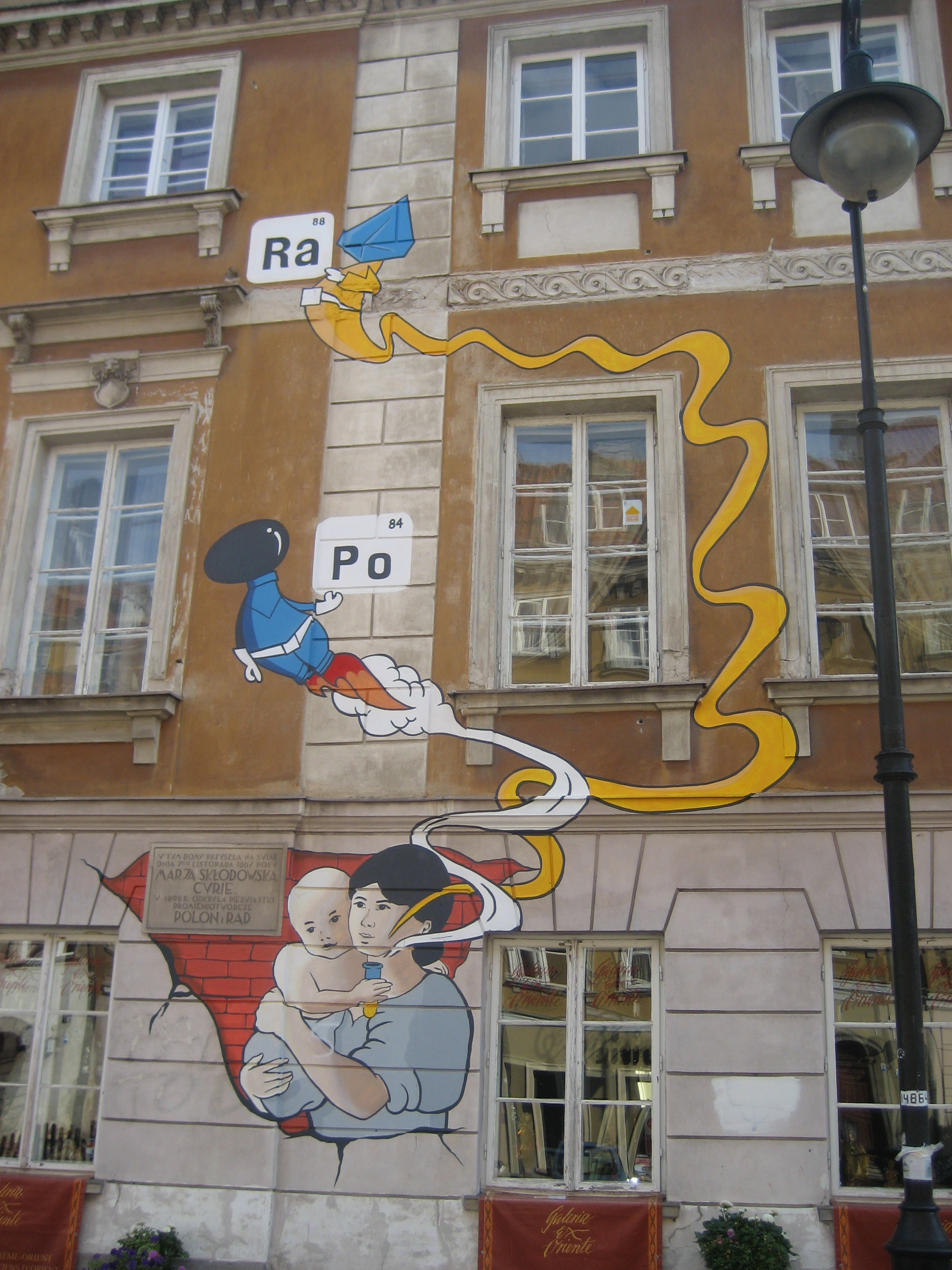
در سال ۲۰۱۱ و در صدسالگی دومین جایزه نوبل ماری کوری، یک نقاشی دیواری تمثیلی از او بر روی ساختمان محل تولدش ورشو کشیده شد. تصویری که در آن ماریای کوچک، لوله‌ای آزمایشگاهی را در دستانش نگه داشته که حاوی عناصر درخشان و در حال تابش است.

آثار هنری بسیاری نیز به او پرداخته‌اند. در سال ۱۹۳۵، میچالینا موچیتسکی همسر ایگناتسی موچیتسکی رئیس‌جمهور لهستان، مجسمه‌ای از ماری کوری را در جلوی مؤسسه رادیوم در ورشو افتتاح کرد. در سال ۱۹۵۵، جوزف مازور پنلی شیشه‌ای برای ماری کوری با نام مدالیون ماری اسکودوفسکا-کوری ساخت که در اتاق لهستان در دانشگاه بوفالو قرار داده شد.
زندگی‌نامه‌های بسیاری دربارهٔ او نوشته شده است. در سال ۱۹۳۸، دختر او، ایو کوری، اثری با عنوان مادام کوری منتشر کرد. در سال ۱۹۸۷، فرانسیس ژیرو دست به انتشار اثری با عنوان رادیواکتیویته: ماری و پیر کوری، داستانی از عشق و سقوط زد.
ماری کوری همچنین دست‌مایه چندین فیلم، در قالب فیلم‌های زندگی‌نامه‌ای نیز شده است که برخی از آن‌ها عبارت‌اند از:
- مادام کوری (۱۹۴۳)[۶۱]
- نخل‌های آقای شوتز[aq] (۱۹۹۷)[۱۰۶]
- ماری کوری: جسارت دانش[ar] (۲۰۱۶)
- رادیواکتیو (۲۰۱۹)

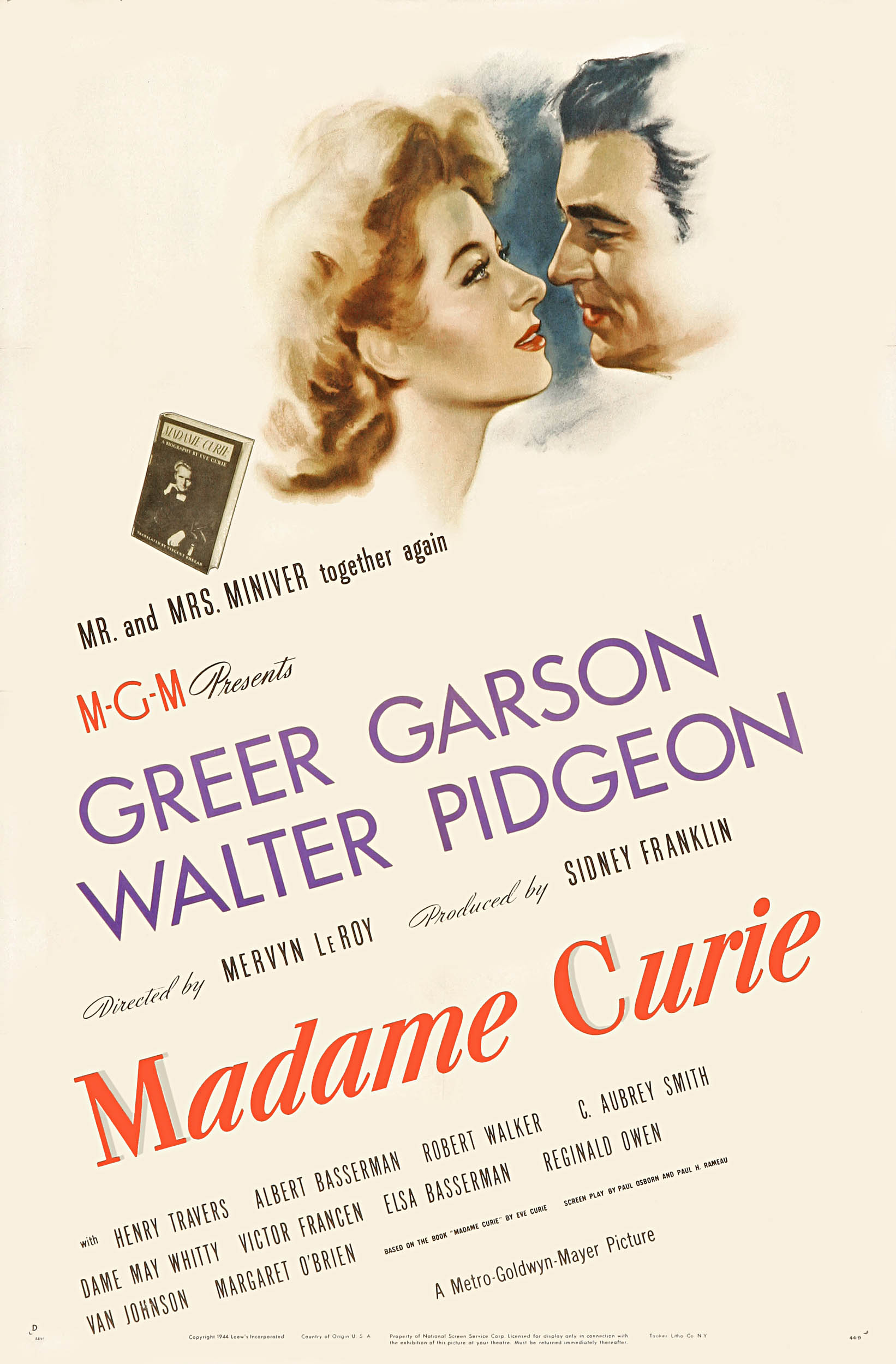
پوستر فیلم مادام کوری، سال ۱۹۴۳

ماری کوری موضوع نمایشنامه گمان اشتباه از لاورنس آرنوویچ در سال ۲۰۱۳ بوده است. همچنین، کوری در نمایش‌نامه مانیا: تاریخ زنده ماری کوری از سوزان ماری فرونتزاک در سال ۲۰۱۴ به نمایش درآمده است.
شمایل ماری کوری همچنین بر روی برخی از اسکناس‌ها و سکه‌ها در سرتاسر دنیا نیز نقش بسته است. تصویر او بر روی اسکناس‌های ۲۰۰۰۰ زلوتی لهستان در اواخر دهه ۱۹۸۰ میلادی و همچنین بر روی اسکناس ۵۰۰ فرانکی فرانسه، قبل از پیدایش واحد پولی یورو، قرار داشت. طرح‌های با مضمون ماری کوری در تمبرهای پستی توگو، زامبیا و گینه وجود دارند که در واقع به‌جای نمایش چهره ماری کوری، از تصویر سوزان ماری فرونتزاک بازیگر نقش ماری کوری در نمایش‌نامه مانیا: تاریخ زنده ماری کوری استفاده شده است.
در سال ۲۰۱۱ میلادی، پل جدیدی در ورشو و بر روی رودخانه ویستولا ساخته شد که به افتخار او پل ماریا اسکودوفسکا-کوری نامیده شد. در ژانویه ۲۰۲۰، شرکت آرژانتینی استالوجیک که در زمینه تصویربرداری با کیفیت بالا از زمین فعالیت می‌کند، ماهواره کوچکی را با نام ماری کوری به فضا پرتاب کرد.

## توضیحات
1. ↑  منابع بر سر این‌که مدرک دوم ماری کوری در چه زمینه تحصیلی بوده است اختلاف نظر دارند اما تدوس اشترایچر[m] در کتاب دیکشنری بیوگرافی لهستانی[n] می‌گوید برخلاف بسیاری از منابع که می‌گویند مدرک دوم او در ریاضیات بوده است، ماری در رشته شیمی مدرک دوم خود را دریافت کرده است.[۱۰]

## واژه‌نامه
1. ↑  Ulica Freta
2. ↑  Bronisława Skłodowska
3. ↑  Władysław Skłodowski
4. ↑  Zofia
5. ↑  Józef Skłodowski
6. ↑  Secondary school
7. ↑  J. Sikorska
8. ↑  Żorawskis
9. ↑  Szczuki
10. ↑  Kazimierz Dłuski
11. ↑  Museum of Industry and Agriculture
12. ↑  Józef Boguski
13. ↑  Tadeusz Estreicher
14. ↑  Polish Biographical Dictionary
15. ↑  Société d'encouragement pour l'industrie nationale
16. ↑  Józef Wierusz-Kowalski
17. ↑  Robert William Reid
18. ↑  Ray
19. ↑  Gösta Mittag-Leffler
20. ↑  Rue Dauphine
21. ↑  Institut du radium
22. ↑  Institut Curie
23. ↑  Foreign Jewish home-wrecker
24. ↑  Camille Marbo
25. ↑  Warsaw Scientific Society
26. ↑  Petites Curies
27. ↑  Académie Nationale de Médecine
28. ↑  Pierre Curie
29. ↑  Cameron Prize for Therapeutics of the University of Edinburgh
30. ↑  L. Pearce Williams
31. ↑  Marie Curie: A Life
32. ↑  Sklodowskite
33. ↑  Gustave Bémont
34. ↑  Chemical Breakthrough Award
35. ↑  Royal Danish Academy of Sciences and Letters
36. ↑  Iota Sigma Pi
37. ↑  Monument to the X-ray and Radium Martyrs of All Nations
38. ↑  Maria Sklodowska-Curie National Research Institute of Oncology
39. ↑  Michalina Mościcka
40. ↑  Jozef Mazur
41. ↑  Maria Skłodowska-Curie Medallion
42. ↑  Radioactive: Marie and Pierre Curie, a Tale of Love and Fallout
43. ↑  Les Palmes de M. Schutz
44. ↑  Marie Curie: The Courage of Knowledge
45. ↑  False Assumptions
46. ↑  Lawrence Aronovitch
47. ↑  Manya: The Living History of Marie Curie
48. ↑  Susan Marie Frontczak
49. ↑  Satellogic